# Nevada Southern Railroad Museum

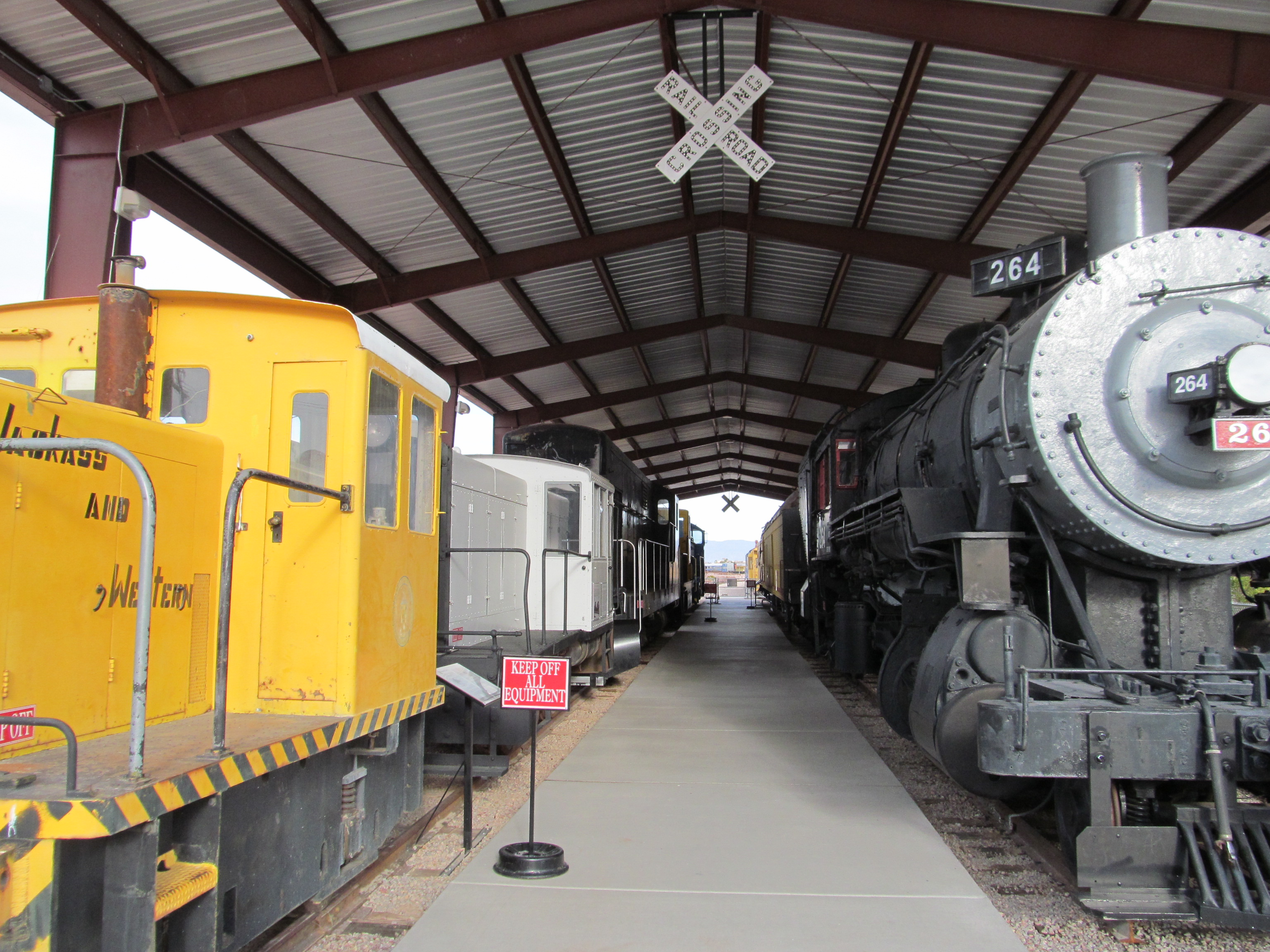
Nevada Southern Railroad Museum

Das Nevada Southern Railroad Museum ist ein Eisenbahnmuseum mit Museumseisenbahnbetrieb in Boulder City, Nevada, in der Nähe des Hoover Dam. Es wird vom Nevada State Railroad Museum betrieben, das eine Agentur des Nevada Department of Tourism and Cultural Affairs ist. Der Bundesstaat Nevada hat die Schienen und die Wegerechte 1985 von der Union Pacific Railroad übernommen.

## Museumseisenbahn

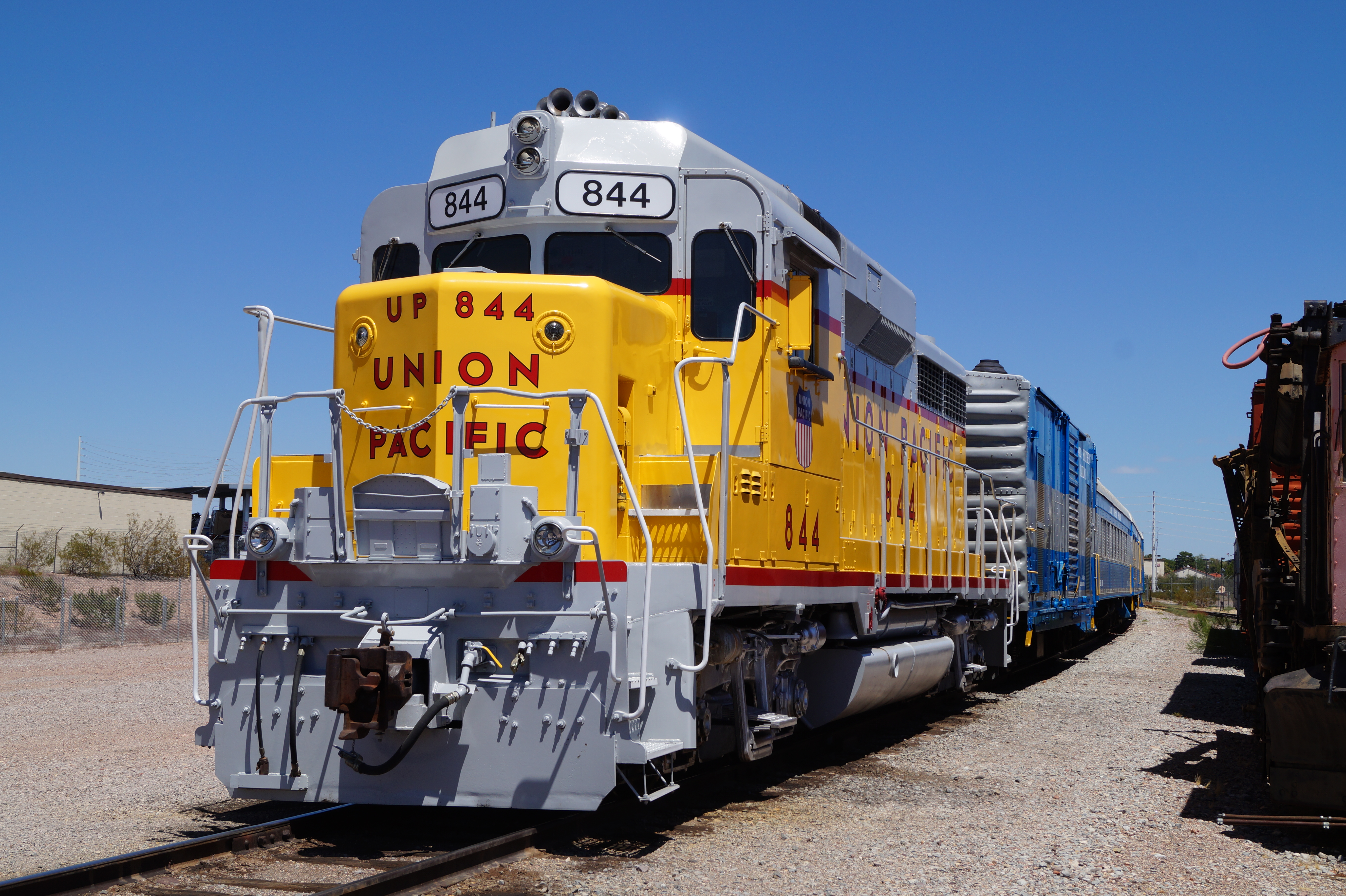
Union Pacific EMD GP30, Nr. 844

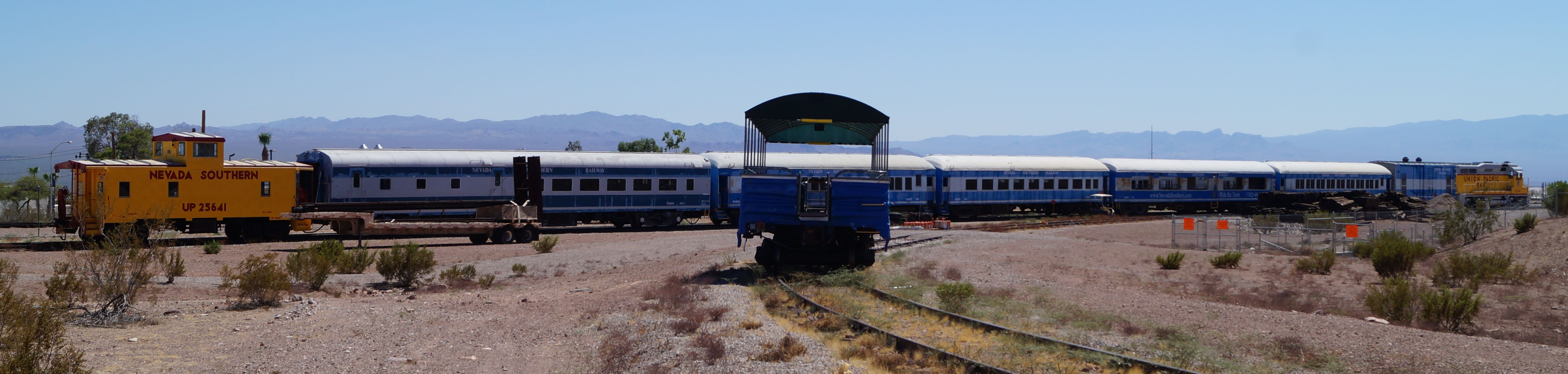
Museumseisenbahn Nevada Southern Railway mit Caboose UP25641

Das Museum betreibt auf den Gleisen, die zum Bau des Hoover Dam verlegt wurden, eine Museumseisenbahn, die mit historischen Schienenfahrzeugen auf einer 11-km-Strecke Ausflugsfahrten von 45 Minuten hin und zurück durchführt. Es ist sogar möglich, in der Führerkabine der Lokomotive mitzufahren, um die Lok zu bedienen. Der Betrieb begann 2002.
Meist wird die ehemalige Union Pacific EMD GP30 Nr. 844 eingesetzt, die 1963 von der Electro-Motive Division von General Motors gebaut wurde. Sie wiegt etwa 125 Tonnen und hat einen turbogeladenen V-16-Zylinder-Dieselmotor mit 2250 PS. Sie hatte 1990 die Mount Hood Geep Nummer 9 M #90 und 1991 die Southern Pacific Railroad Nummer GS-4 #4458, was dazu führte, dass die historische Dampflok Union Pacific 844 vorübergehend mit der Nummer 8844 umnummeriert werden musste. Sie wurde dem Museum vermacht und in der Farbgebung von Union Pacific lackiert.

## Normalspur-Dampflokomotiven, 1435 mm (4 Fuß 8½ Zoll)

### Baldwin Consolidation #264 der UPRR (1907)

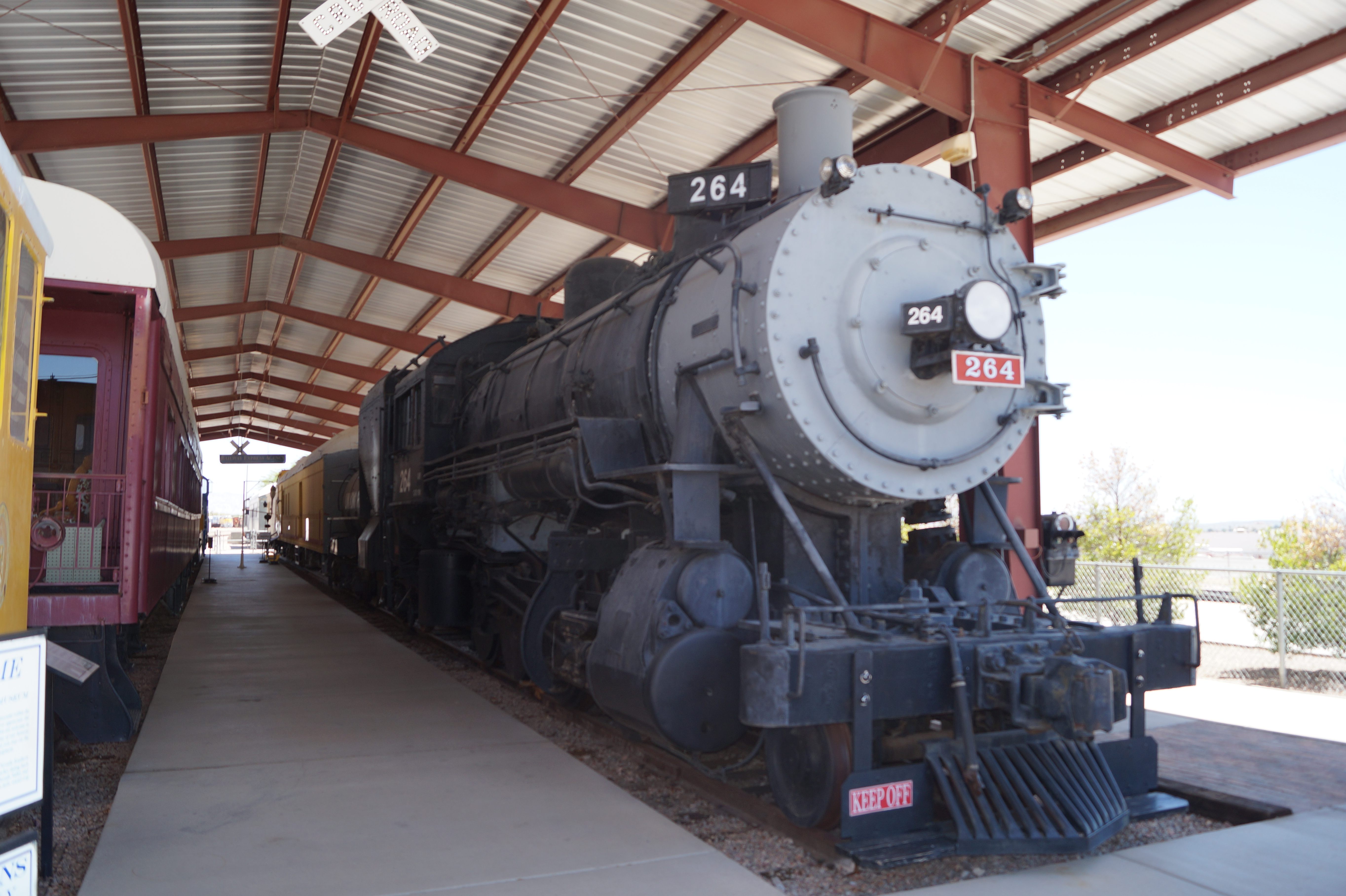
Nach Harriman genormte Baldwin-Consolidation-Dampflokomotive

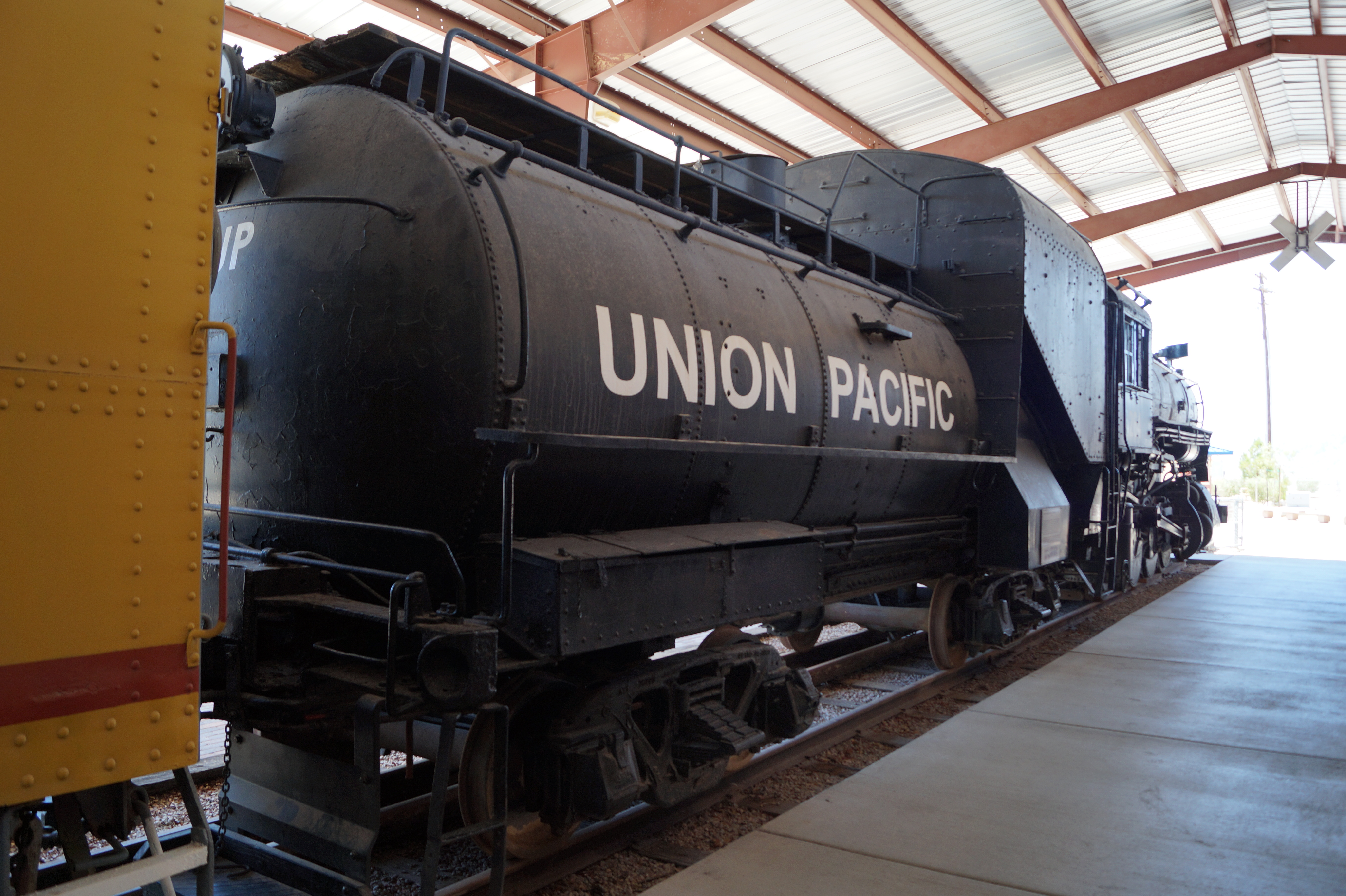
Nach Harriman genormte Baldwin-Consolidation-Dampflokomotive

Ehemals Union Pacific #264 (später umnummeriert als #6264) ist eine Dampflokomotive der Achsfolge 2-8-0 (Consolidation), die 1907 von den Baldwin Locomotive Works für die Union Pacific Railroad gebaut wurde. Sie war eine der letzten Dampflokomotiven im UPRR-System. Sie wurde 1950 außer Betrieb genommen und in La Salle (Colorado) eingelagert, bis sie 1959 den Sons of the Utah Pioneers geschenkt wurde. 1981 wurde die Lokomotive nach Heber City (Utah) gebracht. Das Nevada State Railroad Museum erwarb sie und brachte sie 1993 nach Boulder City. Mit den 57 Zoll (1448 mm) großen Treibrädern gehörte sie zu einer der vier Lokomotivbaureihen, die von den Associated Railroads im ersten Jahr ihres Lokomotivprogramms entwickelt wurden. Die Associated Railroads bestanden aus Southern Pacific, Chicago & Alton, Union Pacific und deren Schwestergesellschaften Oregon Short Line und der Oregon-Washington RR & Navigation Co. Sie wurden 1902 unter das gemeinsame Management von E. H. Harriman gestellt. Die Gruppe wurde 1913 durch einen Gerichtsentscheid wieder aufgelöst, aber viele Brücken, Wagen und Lokomotiven wurden in dieser Zeit für die fünf Bahngesellschaften nach dem Common Standard gebaut. Die Lokomotiven hatten ein Gewicht von 150 bis 300 Tonnen und waren für den schweren Güterverkehr auf Steilstrecken ausgelegt.

### Baldwin Mikado #35 der PALCO/HVRX (1923)

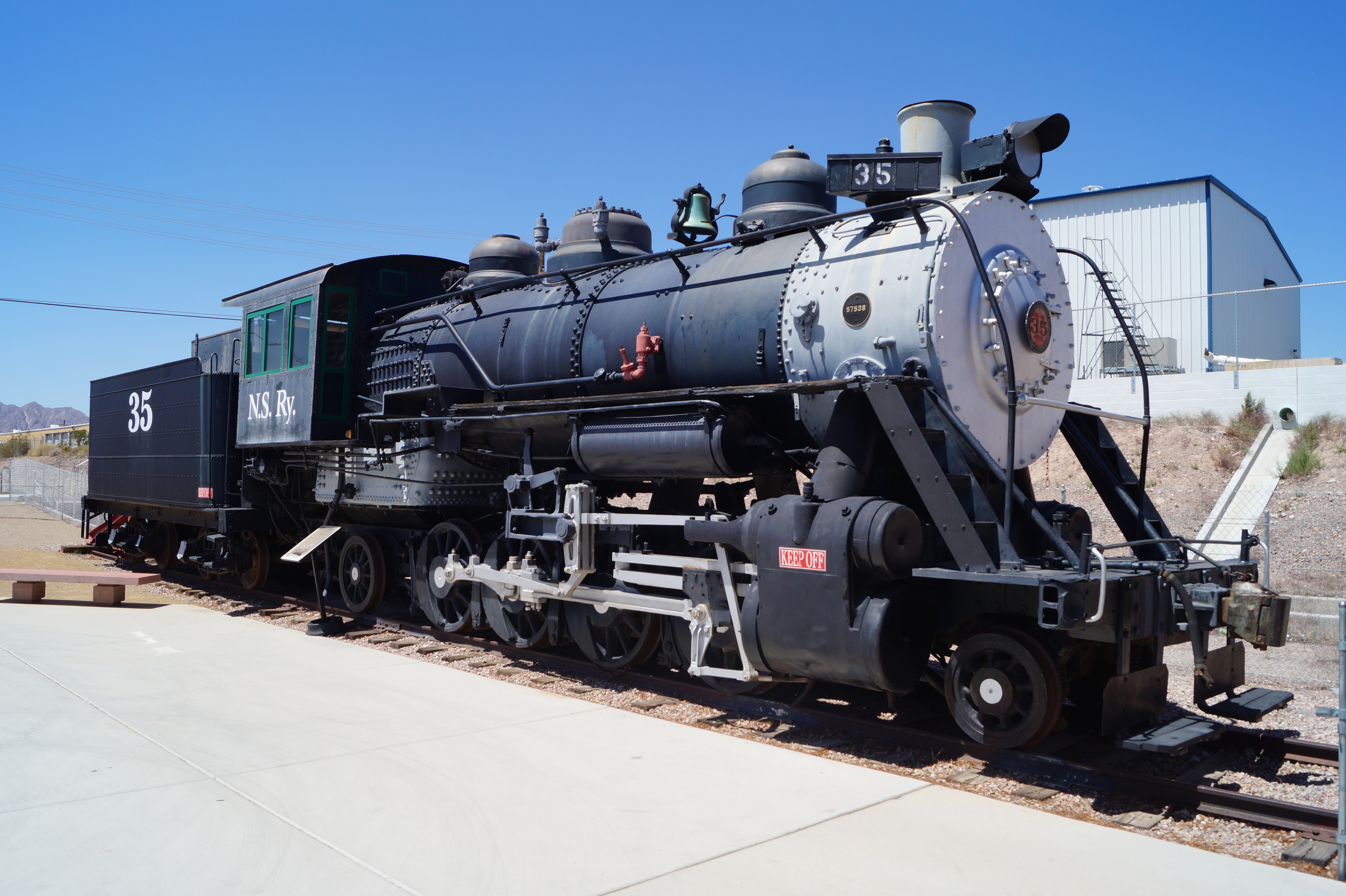
Baldwin-Mikado-Dampflokomotive

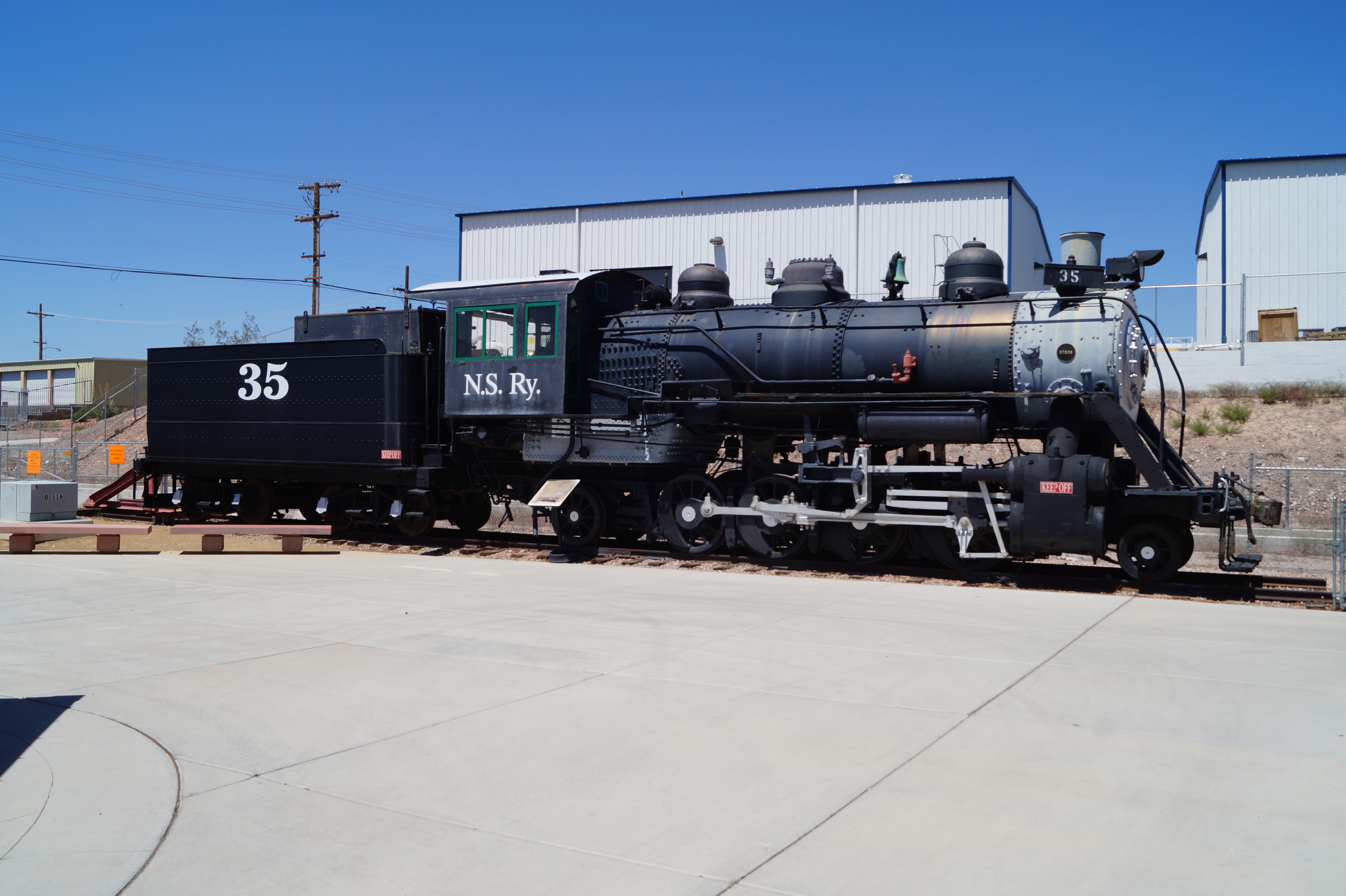
Baldwin-Mikado-Dampflokomotive

Die Pacific Lumber #35 wurde im Oktober 1923 von den Baldwin Locomotive Works in Philadelphia (Pennsylvania) für die Pacific Lumber Company (PALCO) in Scotia (Kalifornien) in der Nähe von Eureka (Kalifornien) gebaut. Mit ihrer Achsfolge 2-8-2 (Mikado) und einem Gewicht von 81 Tonnen war dies eine klassische, schwere Waldeisenbahn-Lokomotive, mit der die Pacific Lumber Company Redwood-Mammutbaumstämme zur Sägemühle in Scotia gebracht hat. Nachdem sie Mitte der 1960er Jahre außer Betrieb genommen worden war, wurde sie an Privatpersonen verkauft, die sie in ihrer alten Heimat in Scotia einlagerten. Die Lokomotive wurde 1971 an das Promontory Chapter der National Railway Historical Society verkauft und nach Heber City (Utah) gebracht. 1972 wurde sie an die Wasatch Railroad & Museum Foundation veräußert und bis 1970 auf der Heber Creeper Scenic Railroad (HVRX) eingesetzt. In den frühen 1980er Jahren wurde die #35 außer Betrieb genommen und bis 1993 eingelagert, als sie an das Nevada State Railroad Museum verkauft wurde und nach Boulder City gebracht wurde.

## Normalspur-Diesellokomotiven

### 30-Tonner Davenport des U. S. Bureau of Reclamation (1936)

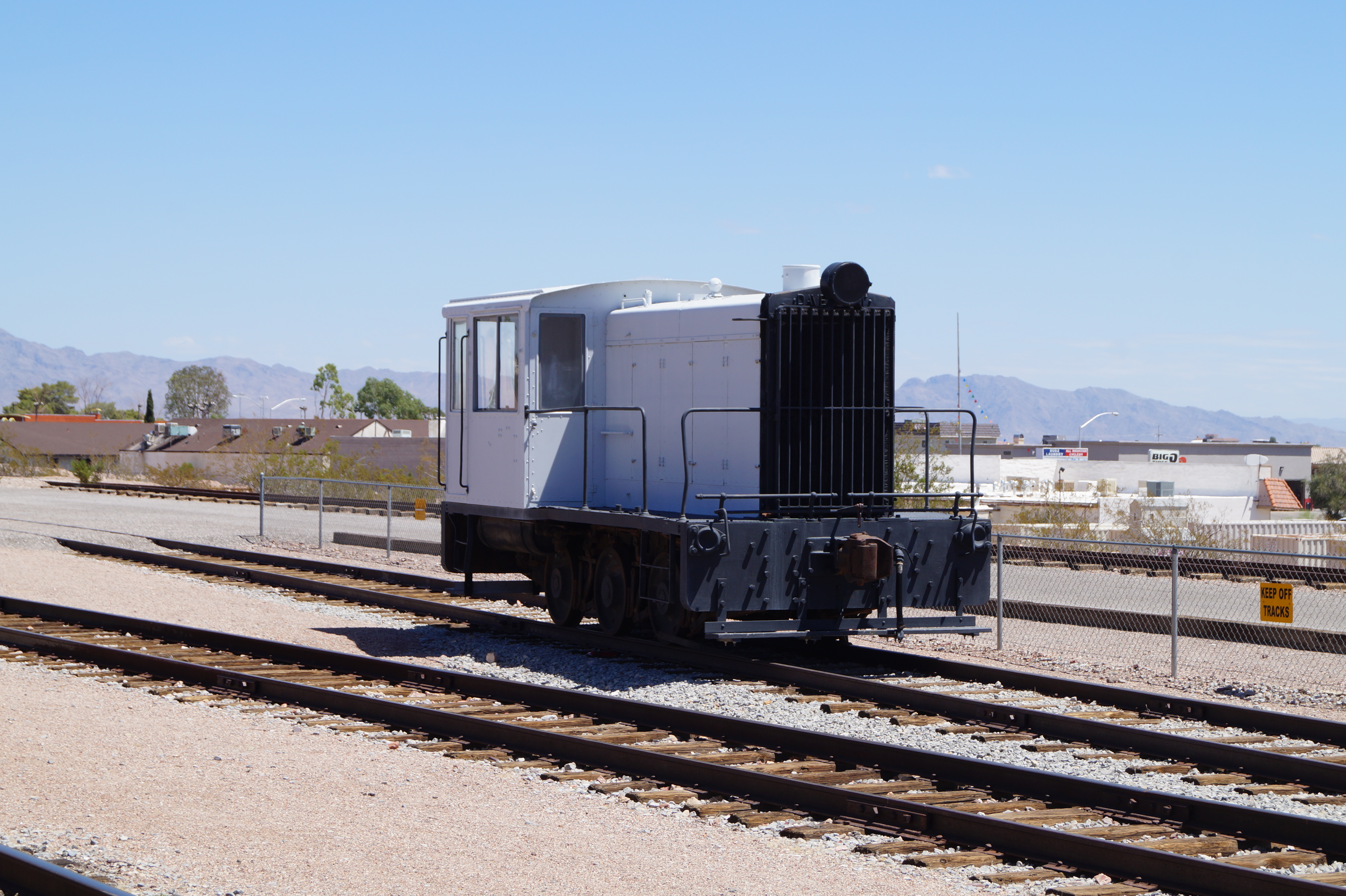
30-Tonner Davenport

1936 kaufte das United States Bureau of Reclamation die 30 Tonnen schwere benzinmechanische Lokomotive mit 250 PS von den Davenport Locomotive Works. Sie wurde von 1931 bis 1962 auf der 16 km langen Strecke von Boulder City an den Rand des Black Canyon oberhalb des Hoover Dam eingesetzt. Sie wurde regelmäßig zum Transport von Versorgungsgütern und Baumaterial an die Staudamm-Baustelle eingesetzt und war bis zur Stilllegung der Strecke in den frühen 1960er Jahren in Betrieb.

### Fairbanks-Morse Model H12-44 #1855 des U.S. Army Transportation Corps (1953)

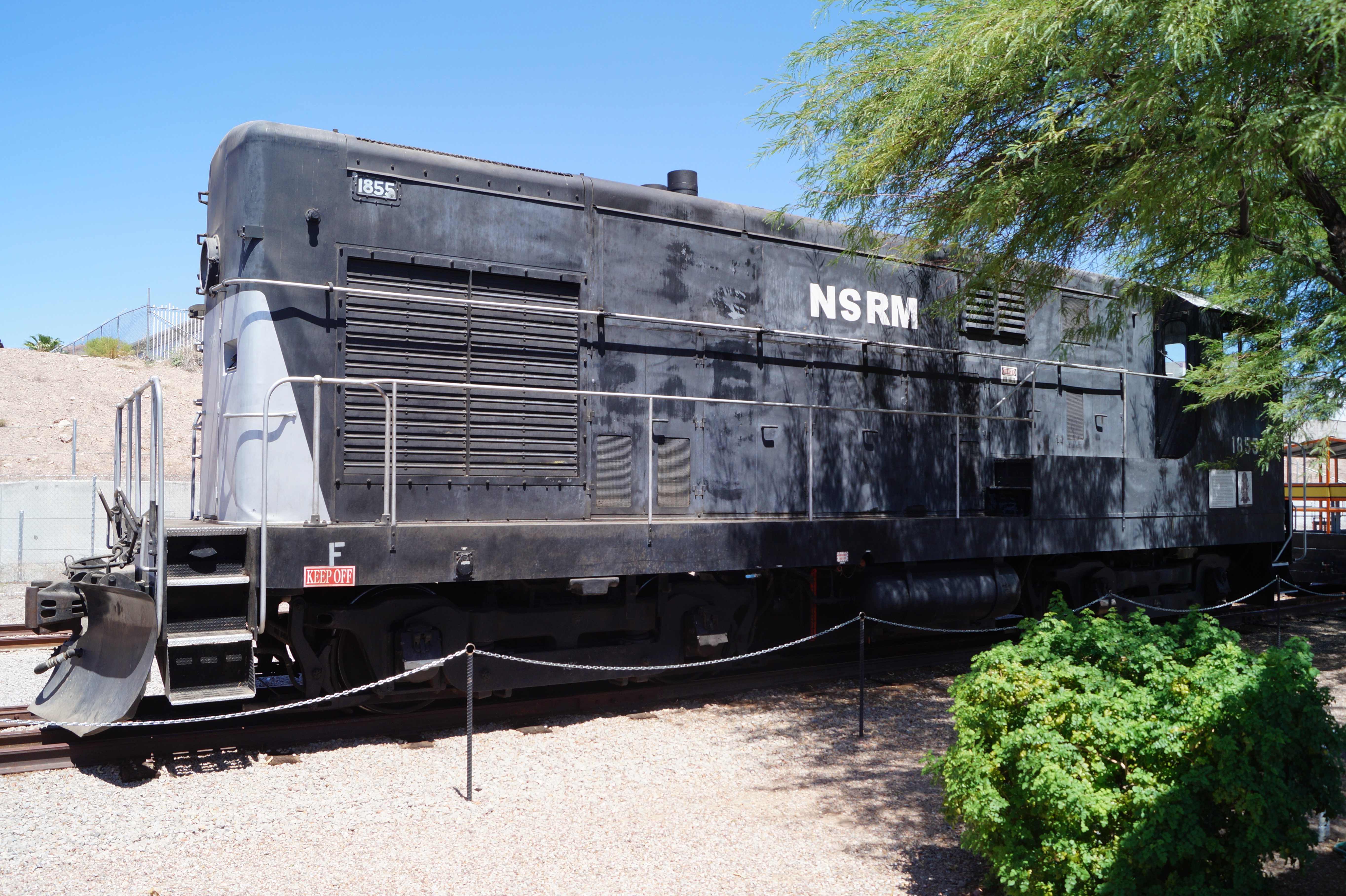
1. 1855 Fairbanks-Morse Model H12-44 des U.S. Army Transportation Corps

Die H12-44-Diesellokomotive mit 1200 PS wurde 1953 von Fairbanks-Morse & Company (F-M) als eine von 20 Lokomotiven für das U.S. Army Transportation Corps gebaut, die in mehreren Armee-Depots einsetzt wurden. Sie wurde an das Sierra Ordnance Depot in Herlong (Kalifornien) geliefert. Sie ist fast 15 m lang und wiegt etwa 113 Tonnen. Die Herstellerfirma war 1832 gegründet worden und diversifizierte zu einem späteren Zeitpunkt in die Herstellung von Pumpen, Motoren und anderen Maschinen. Von 1939 bis 1958 baute sie Eisenbahnlokomotiven mit einem gegenläufigen Kolbenantrieb, der ursprünglich für Schiffs- und U-Bootantriebe entwickelt worden war.

### 25-Tonner GE L-2 der Jackass & Western

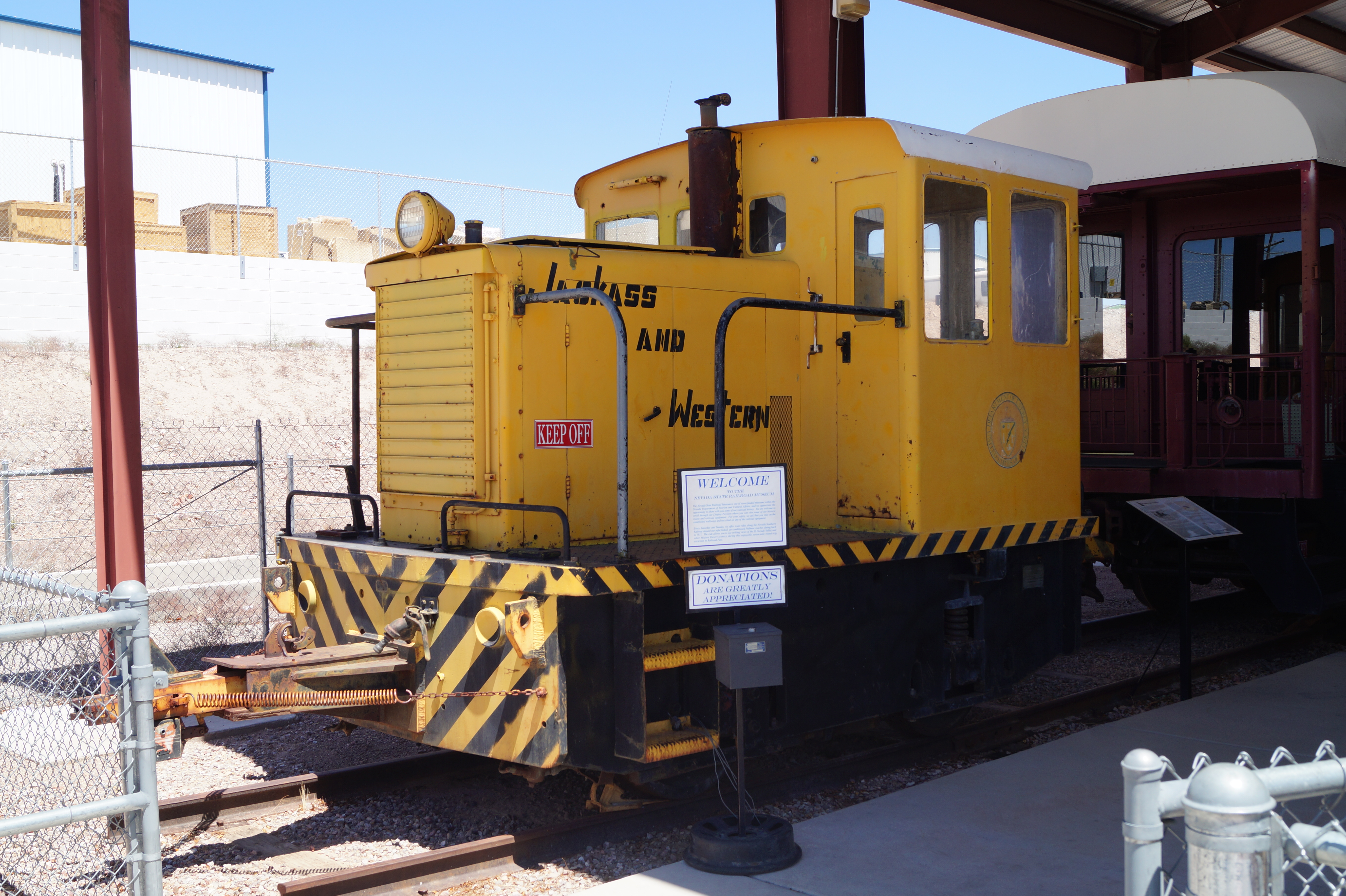
25-Tonner GE L-2 der Jackass & Western

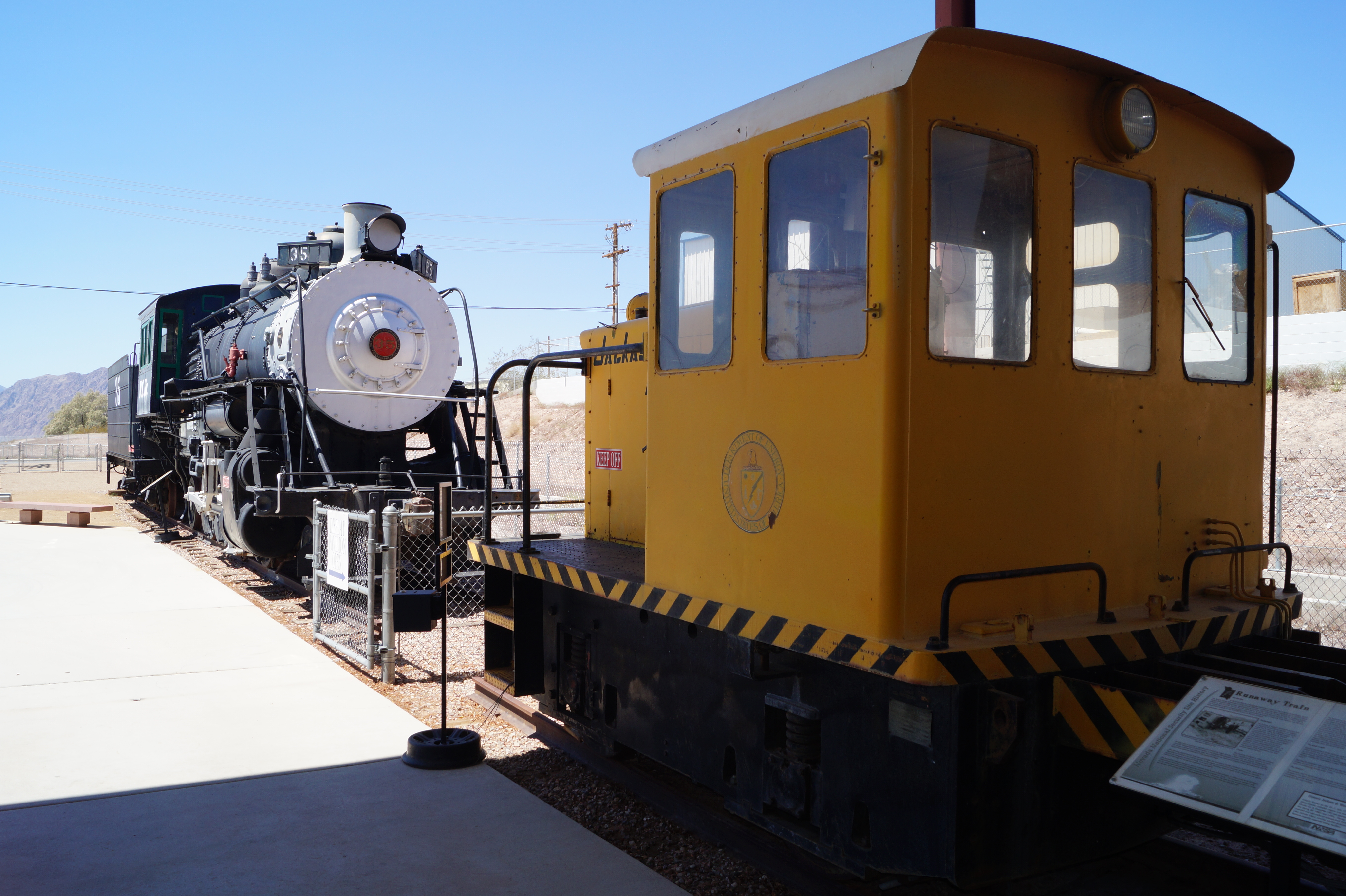
25-Tonner GE L-2 der Jackass & Western

Die 25 Tonnen schwere General-Electric-Diesellokomotive wurde ursprünglich in den 1960er Jahren in der Nevada Test Site eingesetzt, um nuklear angetriebene Raketentriebwerke zu transportieren. Als das Programm beendet worden war, wurde die Lokomotive eingemottet. Nachdem die radioaktive Kontamination auf ein sicheres Maß abgeklungen war, wurde sie dem Museum vermacht. Am 11. November 2010 wurde sie auf einem Lowboy-Trailer an das Museum ausgeliefert. Sie war, wie folgt, am 8. März 1968, einem kalten und nebligen Tag, spektakulär entgleist: Ihr Lokomotivführer und der Bremser wollten einen beladenen Flachwagen vom Reactor Maintenance/Assembly Disassembly (R-MAD) Gebäude zum Gebäude mit dem Namen Engine Maintenance/Assembly Disassembly (E-MAD) bringen. Der Flachwagen war mit zwei Transportbehältern und dem dazugehörigen Hebezeug beladen. Jeder Transportbehälter wog etwa 20 Tonnen und das Hebezeug wog 1,6 Tonnen. Nach einer Strecke von etwa 5,5 km unternahm der Lokomotivführer den letzten Bremstest, bevor er die Gefällstrecke zum E-MAD-Gebäude befuhr. Als der Zug unerwartet weiterfuhr, legte der Bremser ohne Erfolg manuell die mechanische Notbremse an. Er schaute auf die Räder und sah Funken. Anstatt zu verlangsamen, beschleunigte der Zug. Der Lokomotivführer funkte einen Notruf an die Leitstelle im E-MAD-Gebäude. Nach mehreren Fehlversuchen hörte ein Mitarbeiter im E-MAD Master Control Room den Notruf und wies die Besatzung der Lokomotive an, abzuspringen. Der Lokomotivführer gab einen letzten Funkspruch an E-MAD ab, in dem er die Anweisung gab, das große Tor zu schließen und alles Personal aus dem Weg zu bringen. Er und der Bremser sprangen dann von dem Runaway Train ab. Der Zug bewegte sich mit überhöhter Geschwindigkeit auf das E-MAD-Gebäude zu. Zur gleichen Zeit verließ eine andere Lokomotive das E-MAD-Gebäude auf demselben Gleis, so dass ein Frontalunfall bevorstand. Die Besatzung dieser Lokomotive wurde ebenfalls angewiesen, die Lokomotive zu verlassen. Das Personal im E-MAD Master Control Room stellte dann absichtlich eine Weiche ein paar hundert Meter vor dem E-MAD-Gebäude mit dem Ziel um, den Runaway Train entgleisen zu lassen. Als der Runaway Train an die Weiche kam, kippte die Lokomotive um und kam, um 180° gegen die Fahrtrichtung gedreht, zu liegen. Eine akribische Untersuchung der Räder des Runaway Train zeigte, dass alle vier Räder an jeweils einer Stelle Abflachungen hatten, die entstanden, als die Bremsen blockierten. Etwa 60 m Gleis mussten daraufhin ausgetauscht werden. Die beiden Transportbehälter zeigten nur oberflächliche Beschädigungen, was einen der Sachverständigen zu folgender Äußerung verleitete: „Insgesamt sieht es mehr nach einem Test der Eisenbahnschienen als der Transportbehälter aus.“ Der Abschlussbericht der Untersuchung kam zu der Schlussfolgerung, dass der Unfall durch eine für die Lokomotive zu schwere Ladung verursacht wurde. Schmiermittel und Feuchtigkeit auf den Schienen, das Fehlen einer Besandungsanlage auf der Lokomotive und das Fehlen von Bremsen am Flachwagen waren weitere Faktoren für den Unfall. Der Lokomotivführer hatte keine nennenswerten Verletzungen und der Bremser erlitt eine leichte Schnittwunde am Kopf mit Schürfwunden an seinen Armen und der rechten Hand. Der Bremser wurde zur genaueren Untersuchung in das Southern Nevada Memorial Hospital gebracht und der Lokomotivführer am Nachmittag zur normalen Arbeit entlassen. Der Bremser trat seinen normalen Dienst am kommenden Werktag an.

### 80-Tonner GE L-3 der Jackass & Western (1953)

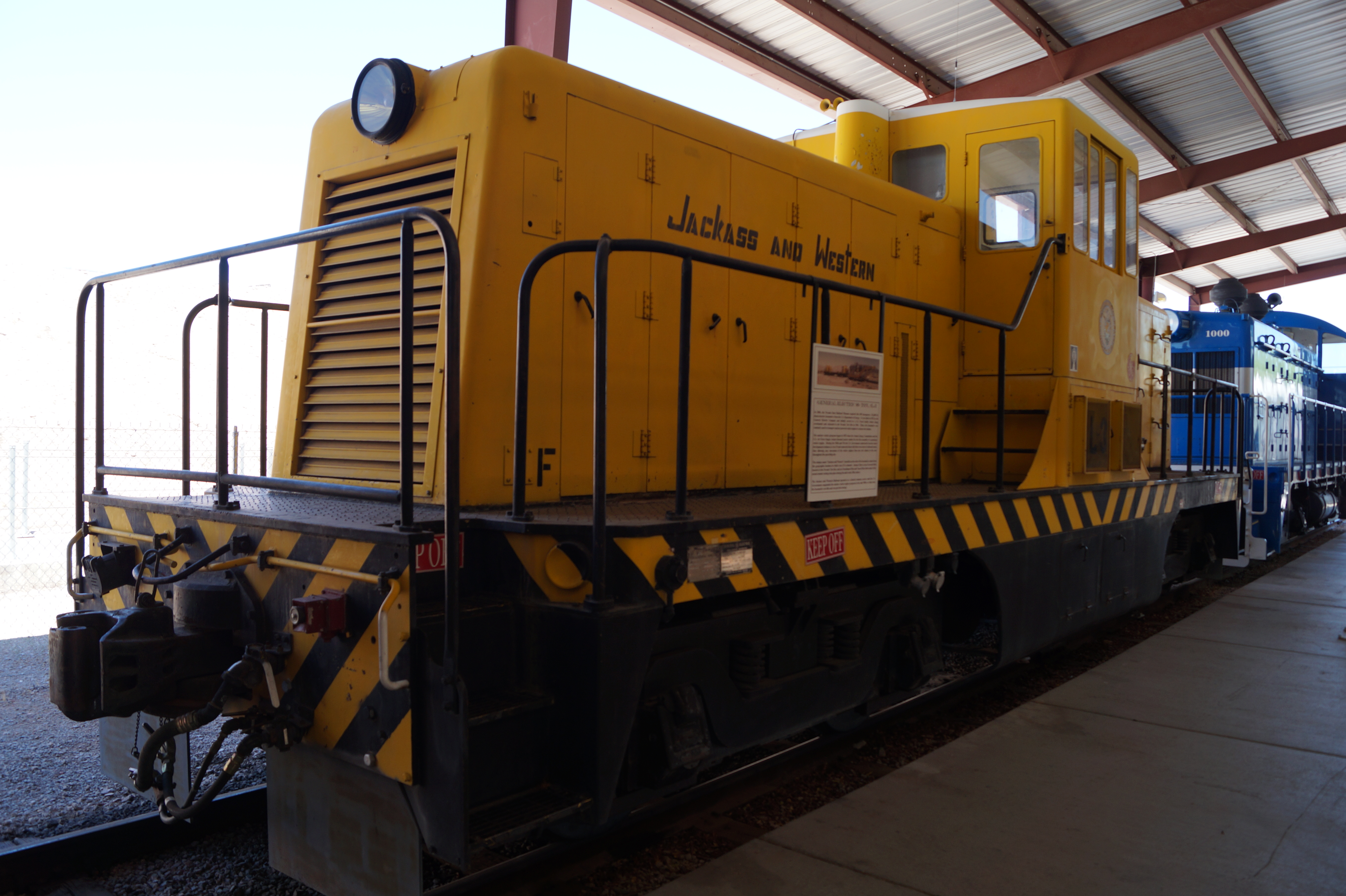
80-Tonner GE L-3

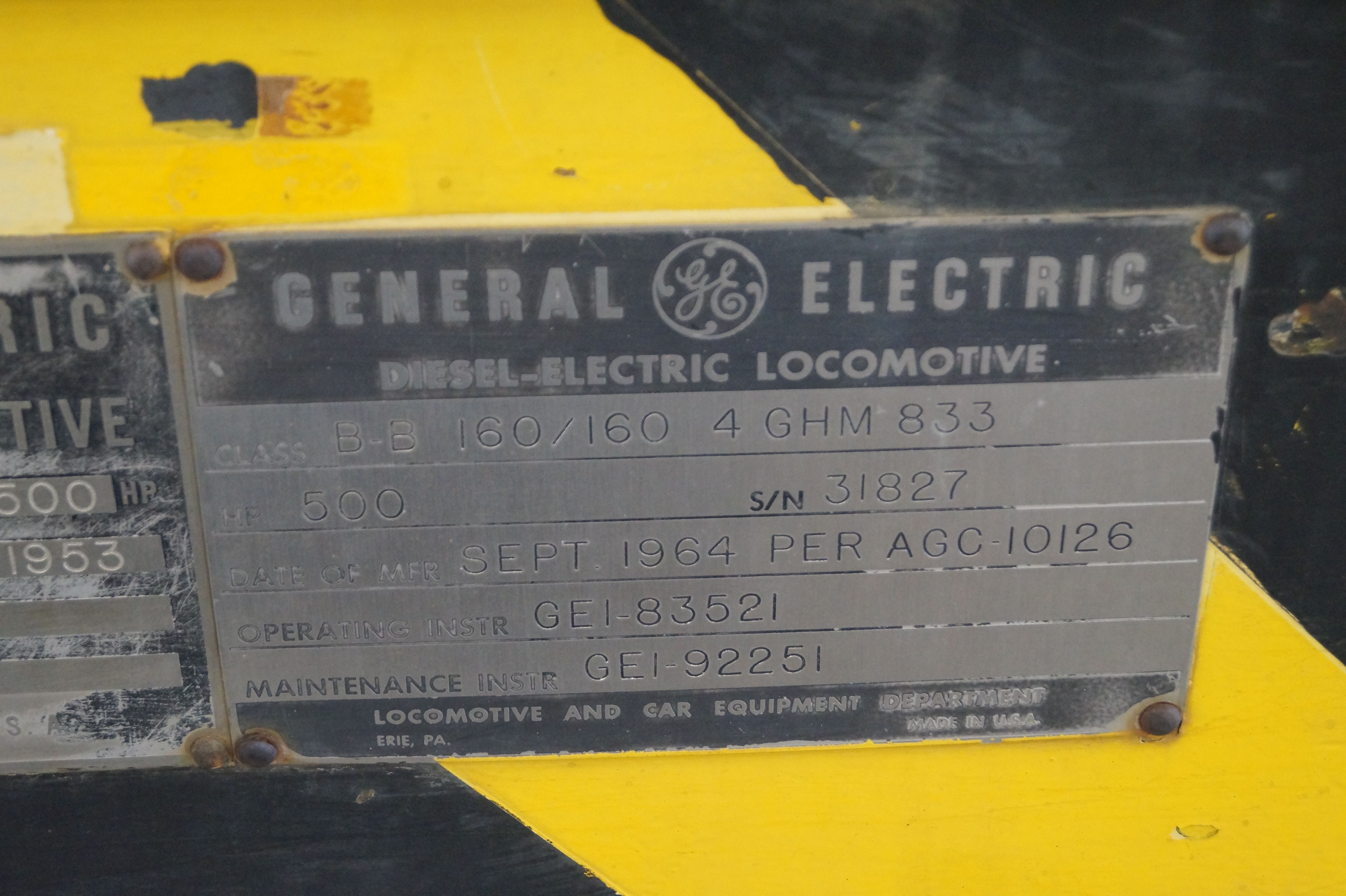
80-Tonner GE L-3

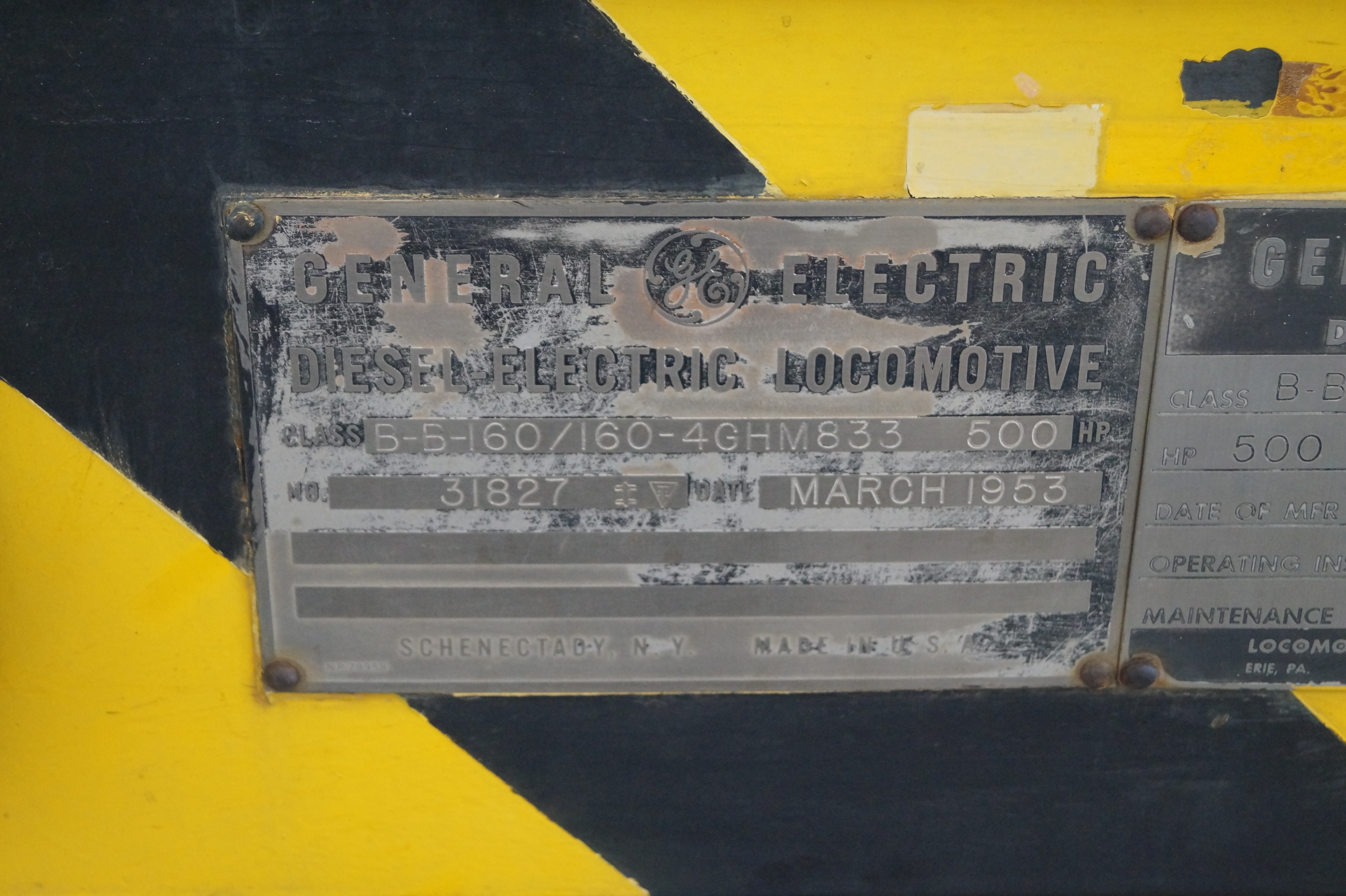
80-Tonner GE L-3

Die diesel-elektrische Lokomotive mit 500 PS und einem Gewicht von 73 Tonnen wurde 1953 von der General Electric Company gebaut. Sie diente anfangs einer U.S. Naval Facility, bevor sie 1964 generalüberholt und auf die Nevada Test Site gebracht wurde. Dort wurde sie zum Transport von nuklear angetriebenen Raketenantrieben an verschiedene Prüfstände verwendet. Das Nuklearraketenprogramm begann 1955, als die Atomic Energy Commission und die U.S. Air Force begannen, verschiedene Studien zu thermischen Reaktoren für den ersten Bau einer Prototyp-Rakete durchzuführen. Während der 1960er und 70er Jahre hat das U.S. Government mehrere Raketen-Entwicklungs-Stationen in Area 25 errichtet und verband diese mit eigenen Eisenbahngleisen, um auf dem weitläufigen Gelände den einfachen Transport von Raketenantrieben von einer Teststation zur nächsten zu gewährleisten.
Der Name Jackass and Western der auf der Seite der Lokomotive aufgemalt ist, stammt von der geografischen Lage der Area 25. Die Jackass Flats sind ein ebenes Gebiet auf der Nevada Test Site, so wie die Frenchman Flats und Yucca Flats, wo bis ins 20. Jahrhundert die meisten Atomtests durchgeführt wurden.
Die Jackas and Western Railroad bot gecharterte gemeinsame Transportdienstleistungen, bis das U.S. Government in den 1980 das Nuklearraketen-Antriebsprogamm abbrach, so dass die Lokomotive nicht mehr gebraucht wurde und eingelagert wurde. Sie wurde 2006 vom Nevada State Railroad Museum erworben. Im National Atomic Testing Museum in der 755 E Flamingo Road von Las Vegas gibt es ein Modell der Jackass and Western Railroad. Es gab nur einige wenige Gleise am für den Zusammenbau genutzten Gebäude. Die kurze Länge der Gleise und die kurze Dauer des Programms führten dazu, dass von der Lokomotive nur 13 km zurückgelegt wurden, nachdem sie für den Einsatz auf der Nevada Test Site generalüberholt worden war.

### Type NW-2 #1000 der UPRR (1939)

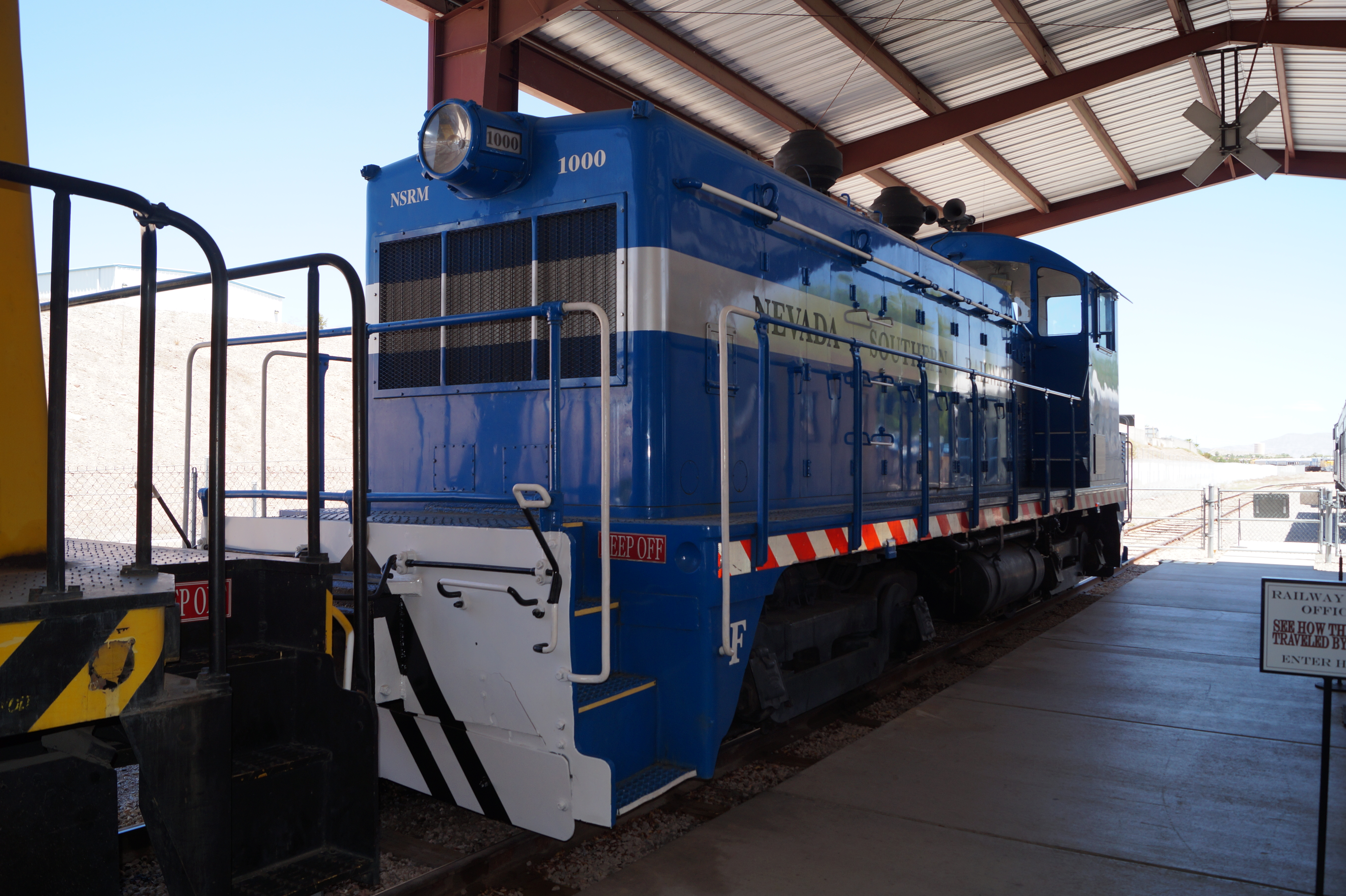
1. 1000 Type NW-2 der UPRR

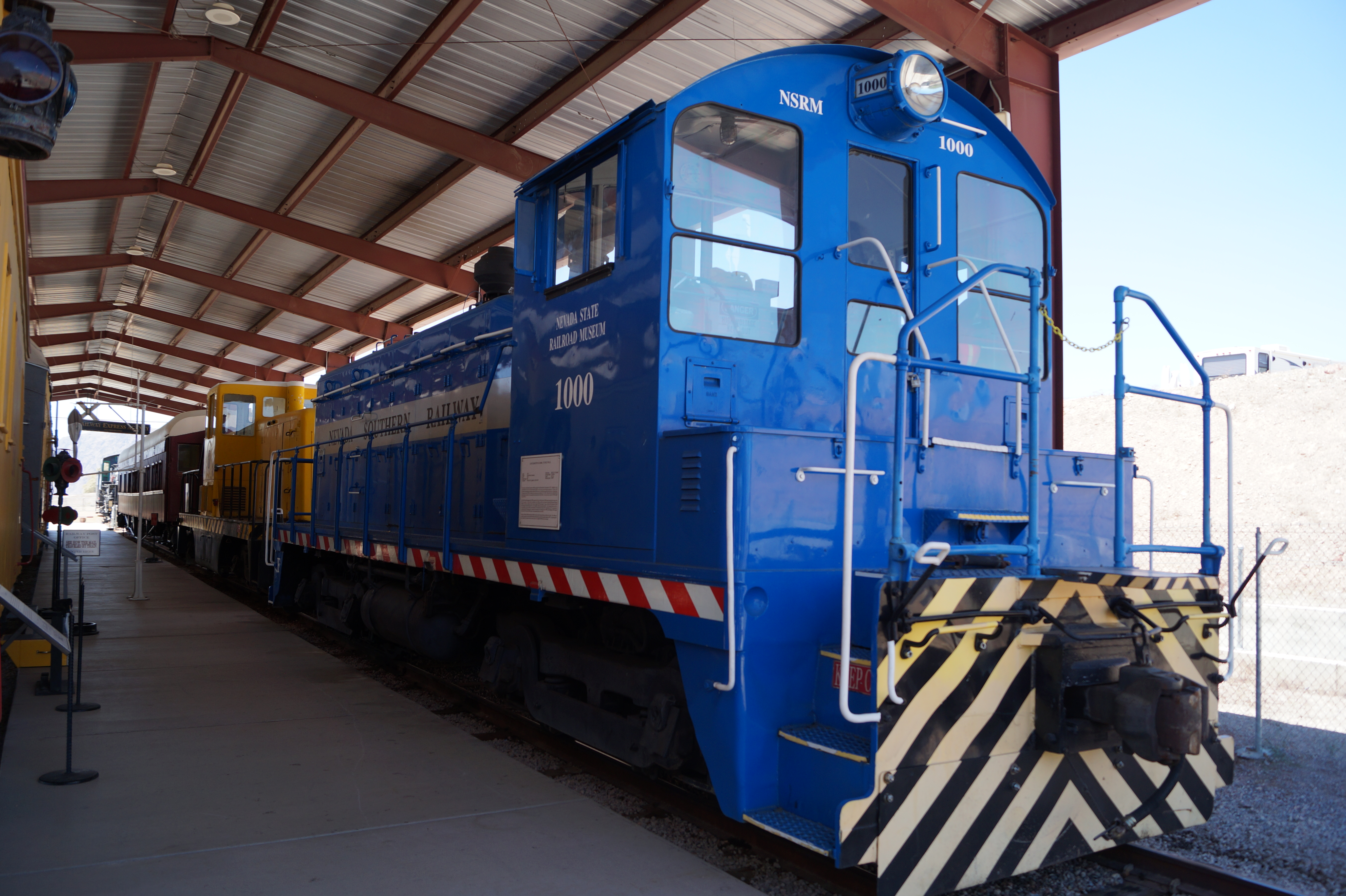
1. 1000 Type NW-2 der UPRR

Die Lokomotive #1000 (ursprünglich #889) wurde 1939 von der Electro-Motive Corporation gebaut. Sie war ursprünglich eine Vorführlokomotive für die Union Pacific Railroad (UPRR) als eine neue Klasse von Rangierlokomotiven. Die neue Vorführlokomotive mit 1.000 PS wurde über 6 Monate sehr erfolgreich erprobt. Das führte dazu, dass die UPRR die Lokomotive erwarb und ihr die Nummer 1000 vergab. Es war die erste dieselelektrische Lokomotive, die von der Union Pacific erworben wurde. In den folgenden beiden Jahren bestellte die UPRR 44 neue Lokomotiven des Typs NW-2. Sie wurden bis 1966 auf dem gesamten UPRR-System eingesetzt, aber danach begann die UPRR die ersten Einheiten außer Betrieb zu nehmen. Kurz darauf wurde sie an die Stockton Terminal and Eastern Railroad (ST&E) in Stockton (Kalifornien) verkauft, wo sie ihre ursprüngliche UPRR-Nummer behielt. 1968 verkaufte die ST&E die Lokomotive an die Western Pacific Railroad, wo sie generalüberholt und bei 114 Tonnen Dienstgewicht mit einem 1200-PS-EMC-567-12-Zylinder-Motor ausgestattet wurde. Sie erhielt daraufhin die Nummer 607. Sie hat eine Länge von 13,54 m und eine Höchstgeschwindigkeit von 97 km/h. Nachdem sie 1969 von der WPRR wieder in Betrieb genommen worden war, wurde sie 1973 an die Sacramento Northern, eine Tochtergesellschaft der WPRR, veräußert und vor allem auf dem Stockton Yard der WPRR eingesetzt. Ironischerweise kehrte die Lokomotive 1982 durch den Zusammenschluss von WPRR und UPRR zur UPRR zurück, woraufhin sie wieder ihre originale Nummer 1000 erhielt. Später spendete die UPRR 1984 die Lokomotive an die Deer Creek Scenic Railway in Heber City (Utah). Sie wurde schließlich 1993 vom Nevada State Railroad Museum erworben und 1993 nach Boulder City gebracht. Zu einem späteren Zeitpunkt soll sie wieder von der derzeitigen blauen Farbgebung in die originale schwarze Farbgebung der UPRR umlackiert werden.

## Normalspur-Wagen

### Post- und Gepäckwagen #2314 der OSL (1911)

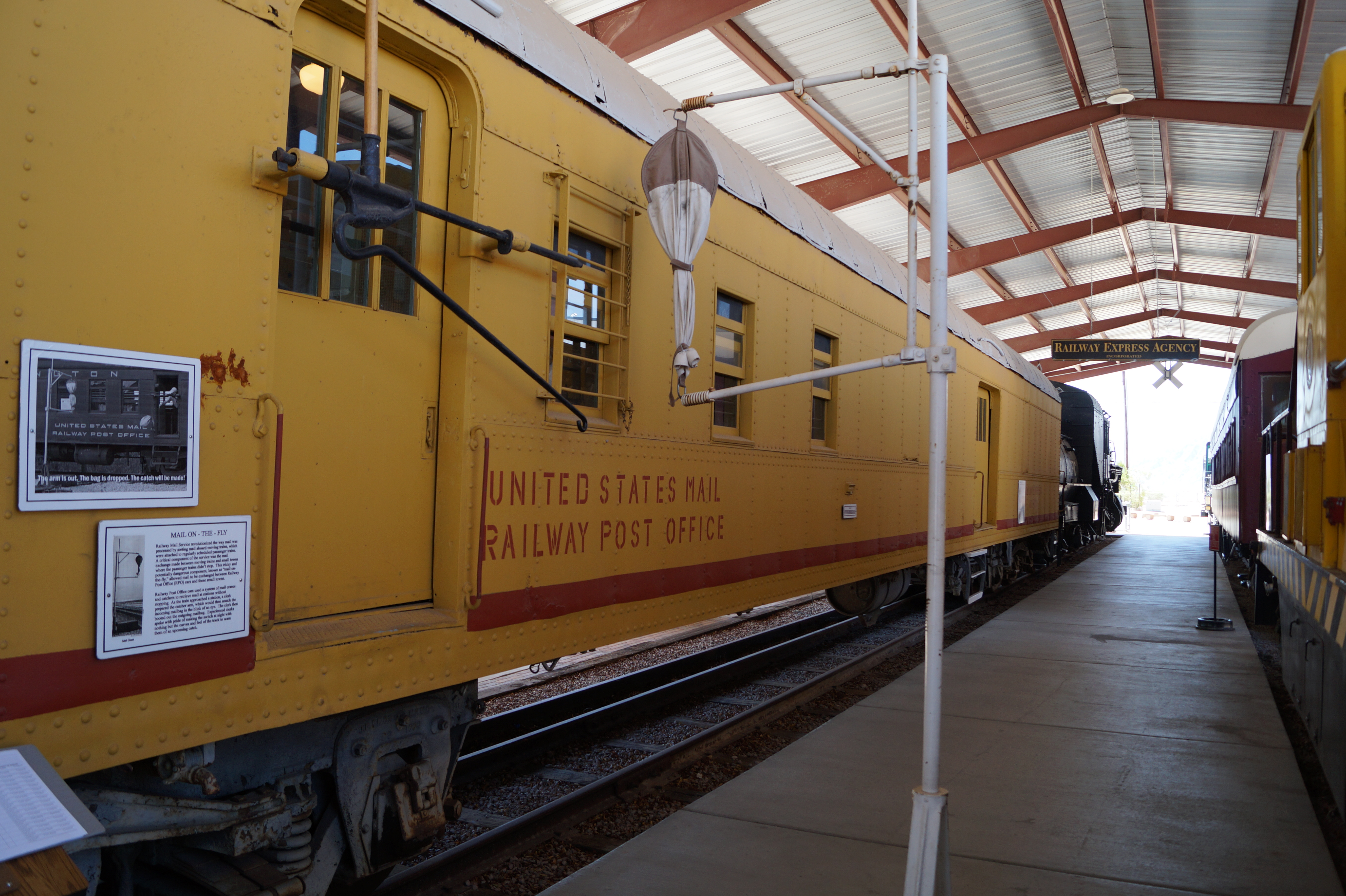
Post- und Gepäckwagen #2314 der OSL

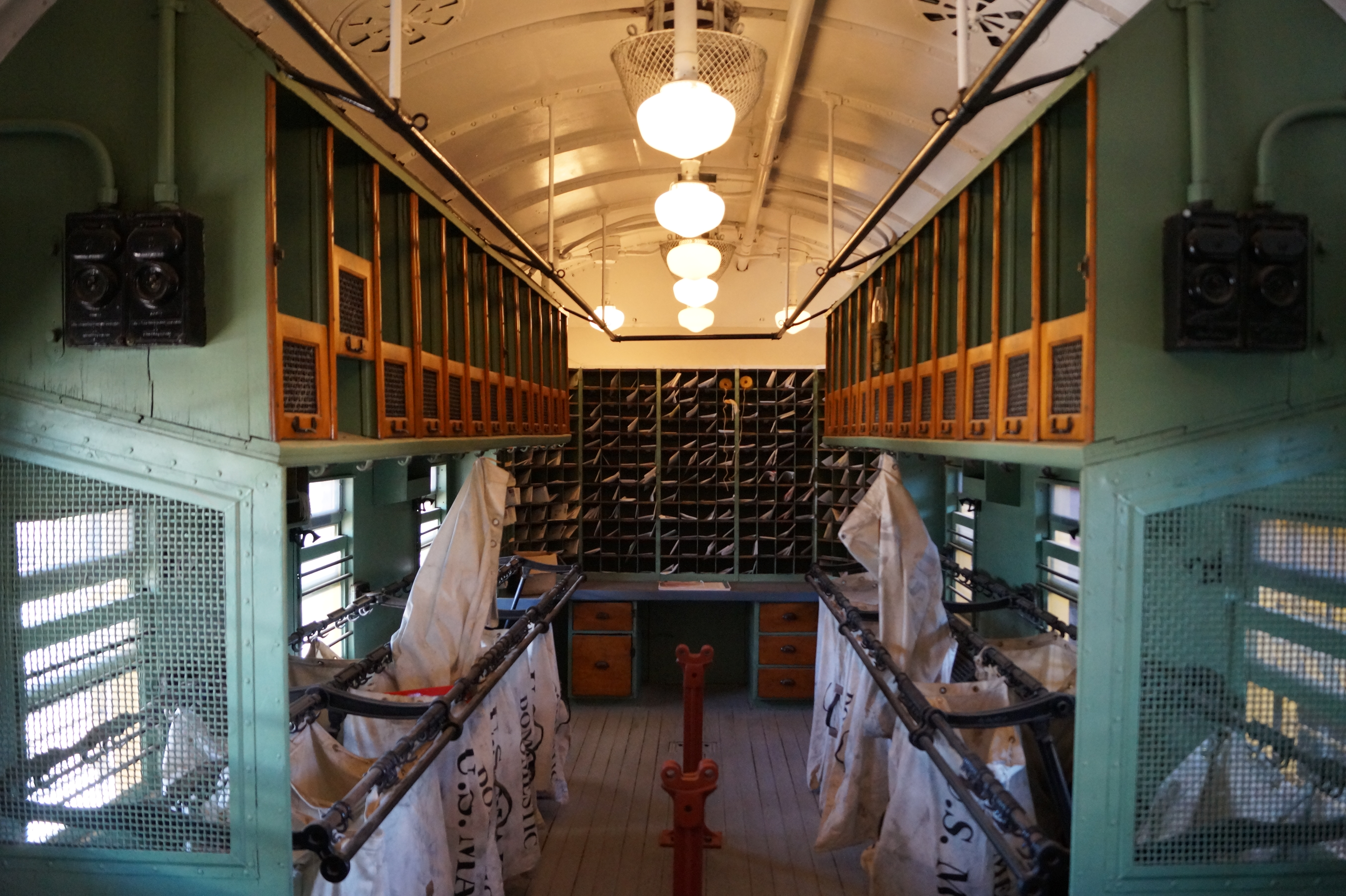
Post- und Gepäckwagen #2314 der OSL

Der Post- und Gepäckwagen #2314 wurde 1911 von der Pullman Car Company gebaute und war bei der Oregon Short Line (OSL) im Einsatz, einer Tochtergesellschaft der Union Pacific Railroad. 1941 wurde er in den heutigen Zustand modernisiert und war bis in die späten 1950er Jahr in Betrieb. Nachdem er außer Betrieb genommen worden war, wurde er den Sons of the Utah Pioneers vermacht. Er wurde 1981 nach Heber City (Utah) gebracht. Schließlich wurde er vom Nevada State Railroad Museum erworben und 1993 nach Boulder City gebracht. An der Seite gibt es einen Haken für mail on-the-fly, durch den Postsäcke während der Fahrt von einem Kran aus aufgenommen werden konnten. Bevor der Zug durch einen entsprechend ausgerüsteten Bahnhof fuhr, bereitete ein Angestellter den Fangarm vor, der dann den eingehenden Postsack auffing, während der Zug in voller Fahrt war. Der Angestellte warf dann den ausgehenden Postsack auf den Bahnsteig. Erfahrene Angestellte sprachen mit Stolz darüber, dass sie bei Nacht nur durch die Kurven und das Gefühl für den Streckenverlauf den bevorstehenden Postsackaustausch durchführen konnten.

### Caboose #3505 der OWR&N (1882)

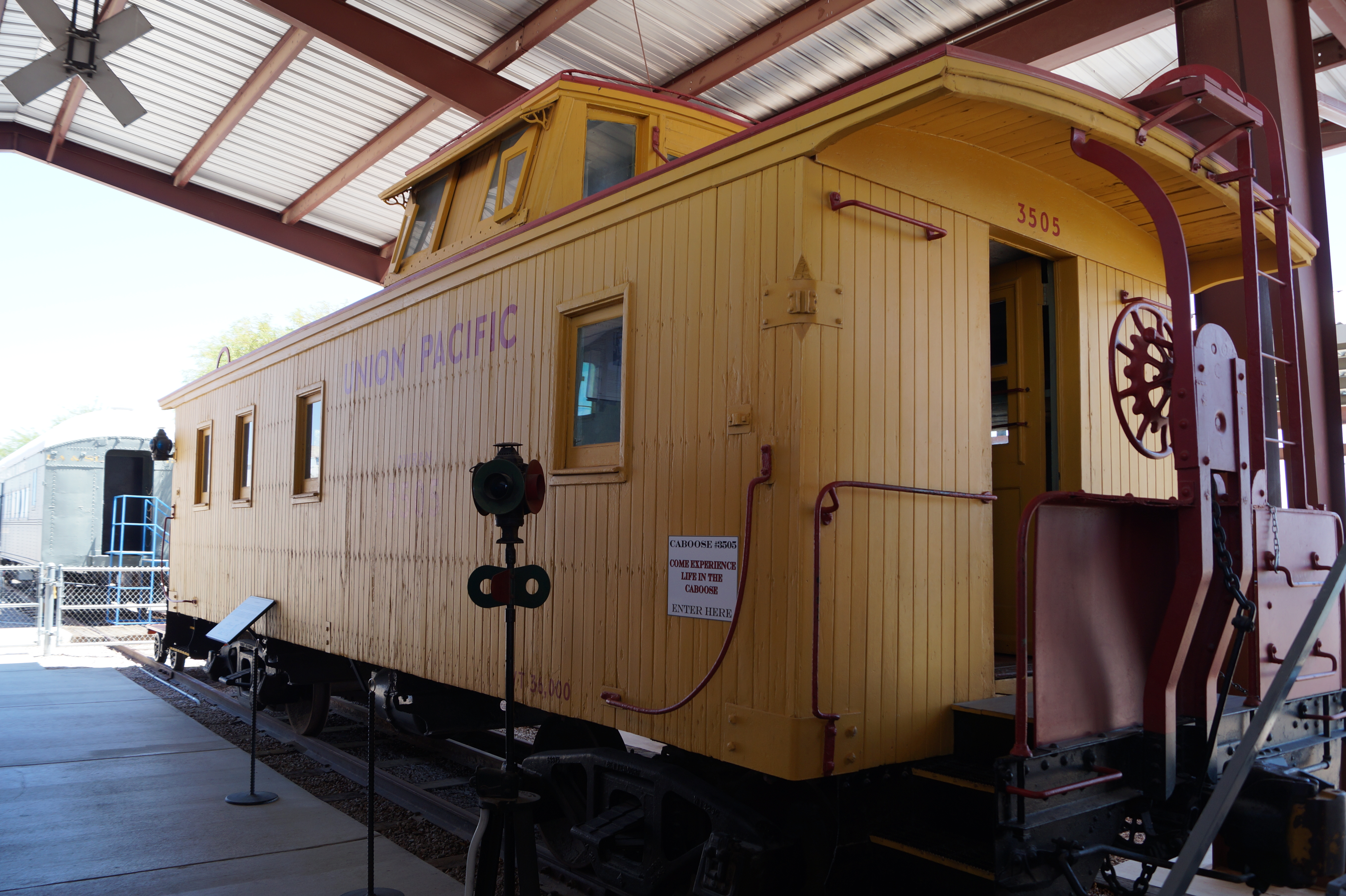
Pre-Harriman Non-Common Standard Class Caboose #3505

Die Pre-Harriman Non-Common Standard Class Caboose #3505 der Oregon Washington Railroad & Navigation Company (OWR&N) wurde im August 1882 in den Werkstätten der OWR&N in The Dalles (Oregon) gebaut. Sie wurde von der Eisenbahn der OWR&N eingesetzt, nachdem diese 1910 mit der Oregon Railroad & Navigation Company, einem Tochterunternehmen der Union Pacific Railroad (UPRR) fusioniert hatte, eingesetzt. Die #3505 (bis 1918 trug sie die Nummer 206) wurde vor der Harriman-Ära und vor der Einführung des Associated Lines Common CA Class Design von der Union Pacific in Betrieb genommen. Sie ist ein klassisches Beispiel für hölzerne Cabooses, die bis in die 1930er Jahre in Nordamerika regelmäßig eingesetzt wurden, bis sie durch Stahl-Cabooses ersetzt wurden. Nachdem sie im Januar 1962 von der Union Pacific Railroad außer Betrieb genommen worden war, kam diese Caboose zur Brigham Young University in Provo, Utah. 1970 wurde sie an Wasatch Railway Museum & Foundation in Heber City (Utah) abgegeben. Schließlich wurde sie 1993 vom Nevada State Railroad Museum erworben und nach Boulder City gebracht.

### Hard Top Open Air Car (1914)

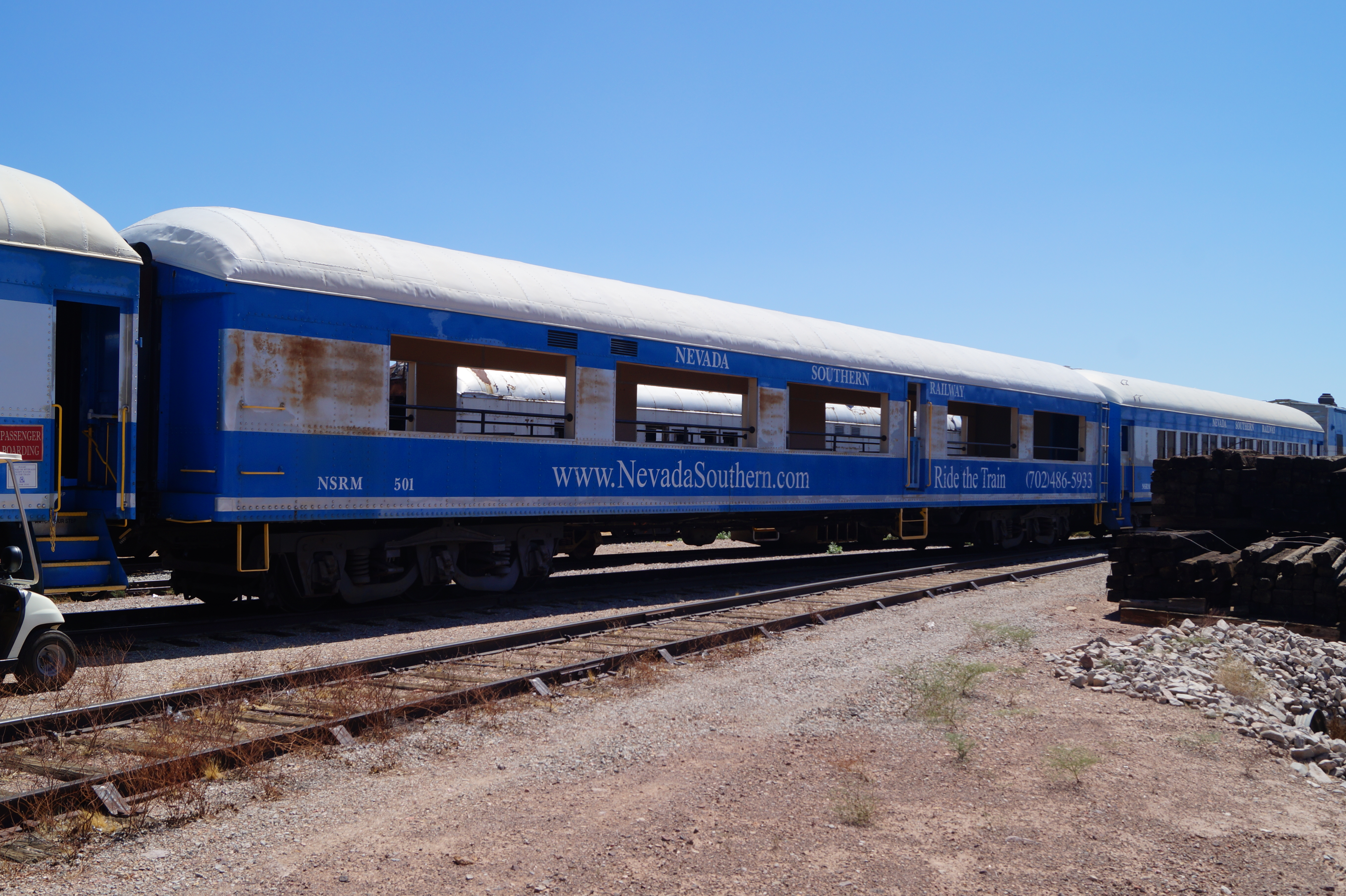
Hard Top Open Air Car

Der Hard Top Open Air Car weist eine schwergewichtige Konstruktion auf. Er hat in jedem Drehgestell drei Achsen statt der sonst üblichen zwei. Um im Personenverkehr für eine gute Federung zu sorgen, wurde der Wagenboden mit mehreren Zentimetern Beton-Estrich ausgegossen. Der Wagen wurde 1914 als Personenwagen gebaut und später als Arbeiterwagen zur Wartung der Gleise umgebaut. Er wurde von der Union Pacific eingesetzt. Die Fenster des Wagens wurden entfernt, bevor er für Ausflugsfahrten eingesetzt wurde. Die Sitzbänke sind längs in der Mitte installiert. Die großen Öffnungen bieten eine gute Aussicht auf das Gelände neben der Strecke und werden vor allem von Fotografen geschätzt. Weitere Umbauten sind geplant, weil dieser Typ von Wagen bei den Touristen sehr beliebt ist.

### Rollstuhlgerechter Wagen #604 (1916)

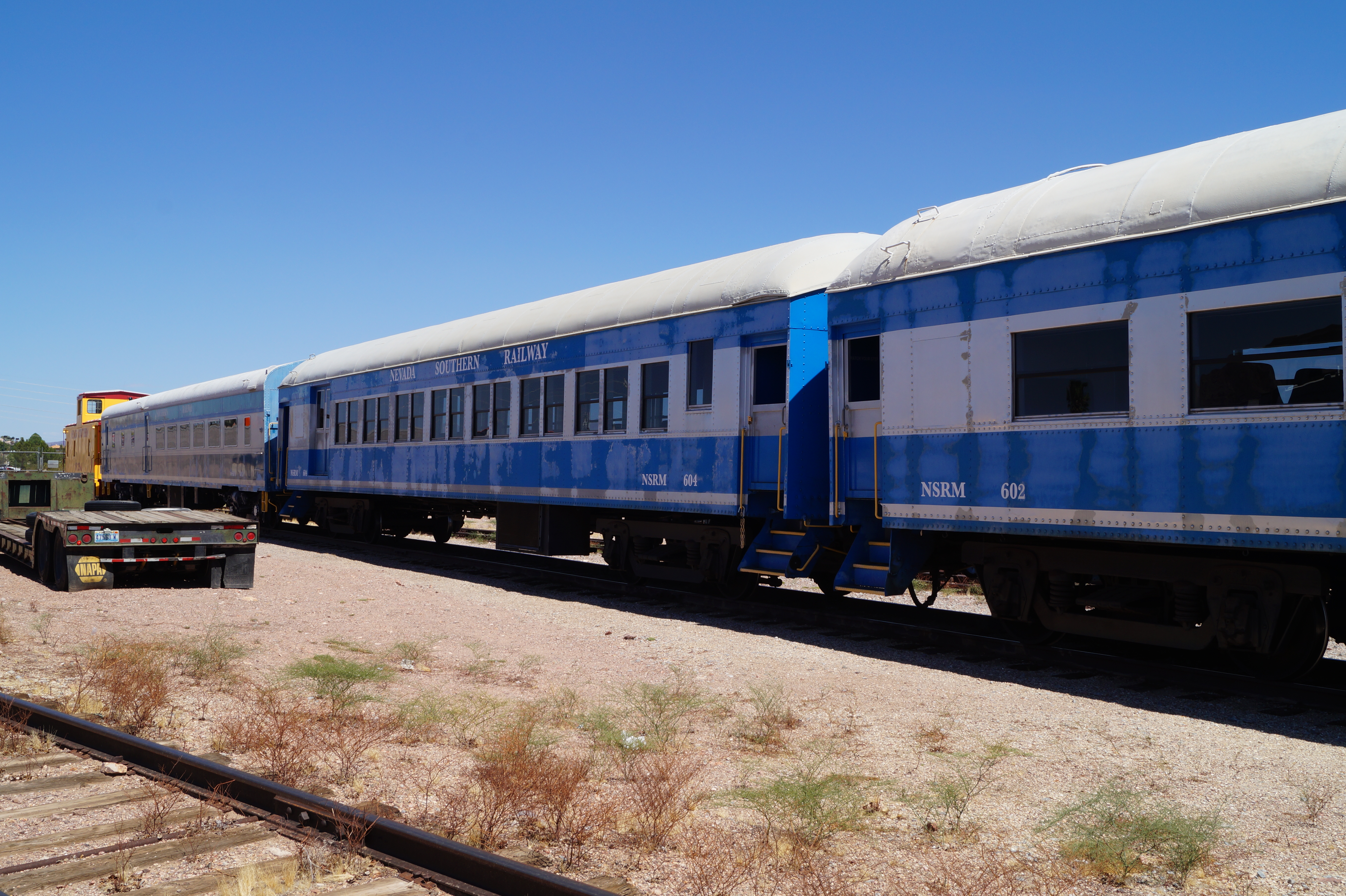
ADA rollstuhlgerechter Wagen #604

Der Personenwagen im Harriman-Stil wurde 1916 gebaut. Er wurde durch das Nevada Southern Railroad Museum so umgebaut, dass über einen Lift durch die seitlichen Türen Rollstuhlfahrer den Zug benutzen können. Es gibt außerdem eine Toilette mit Waschbecken.

### Head End Power (HEP) Car

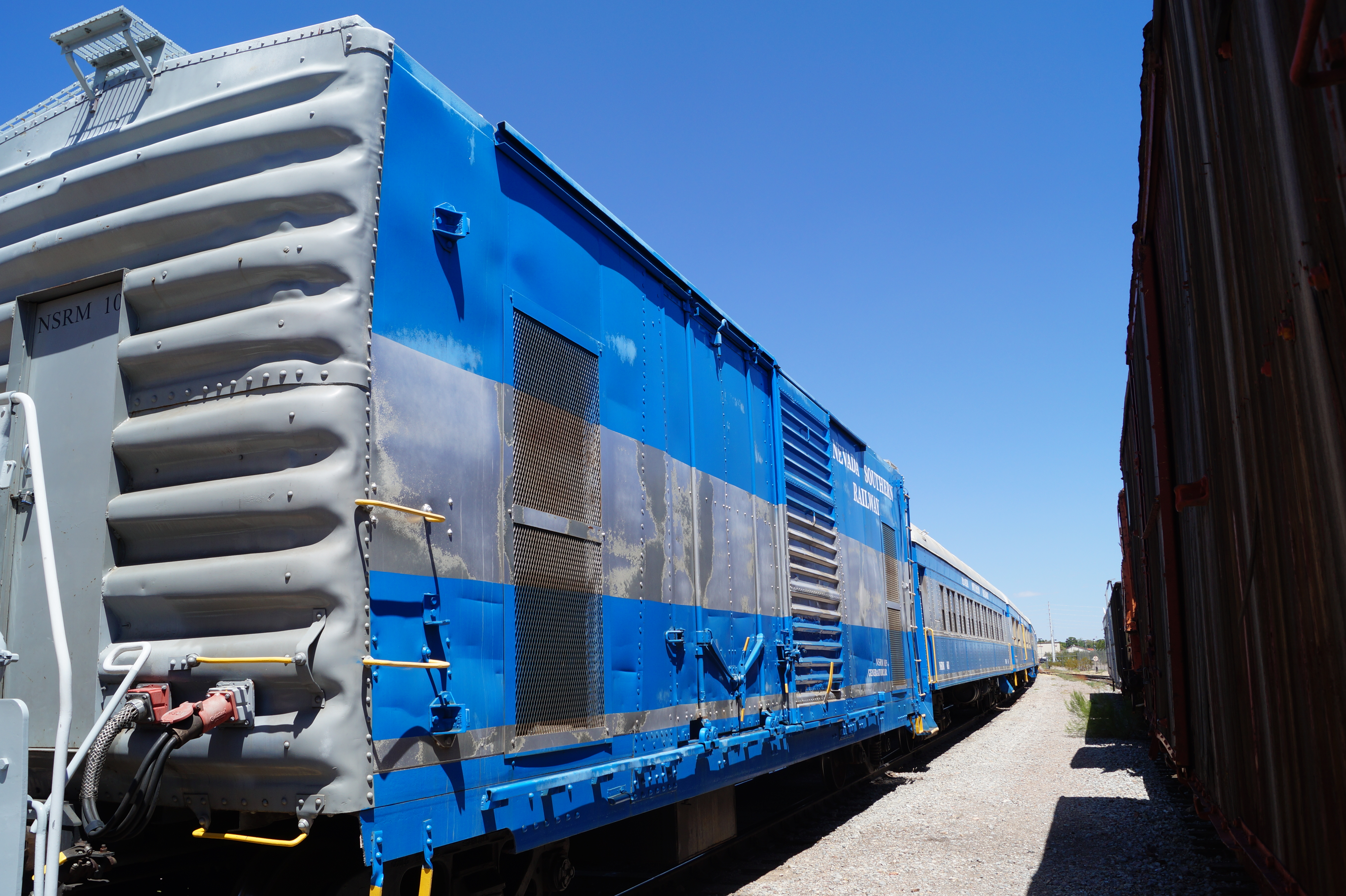
Head End Power (HEP) Car

Der Head End Power Car ist ein Generatorwagen. Er wurde gebaut, weil die Lokomotiven der Nevada Southern Railroad als Rangier- und Güterlokomotiven gebaut wurden und daher nicht genügend Strom für die Beleuchtung, die Klimaanlagen und die Lautsprechersysteme der Personenwagen produzieren. Der Head End Power Car war ursprünglich ein geschlossener Güterwagen, in den zwei Dieselgeneratoren eingebaut wurden, die jeweils 200 kW dreiphasigen Wechselstrom mit 480 Volt erzeugen.

## Schmalspur-Dampflokomotiven, 914 mm

### Baldwin-Schmalspur-Dampflokomotive der E&PRR

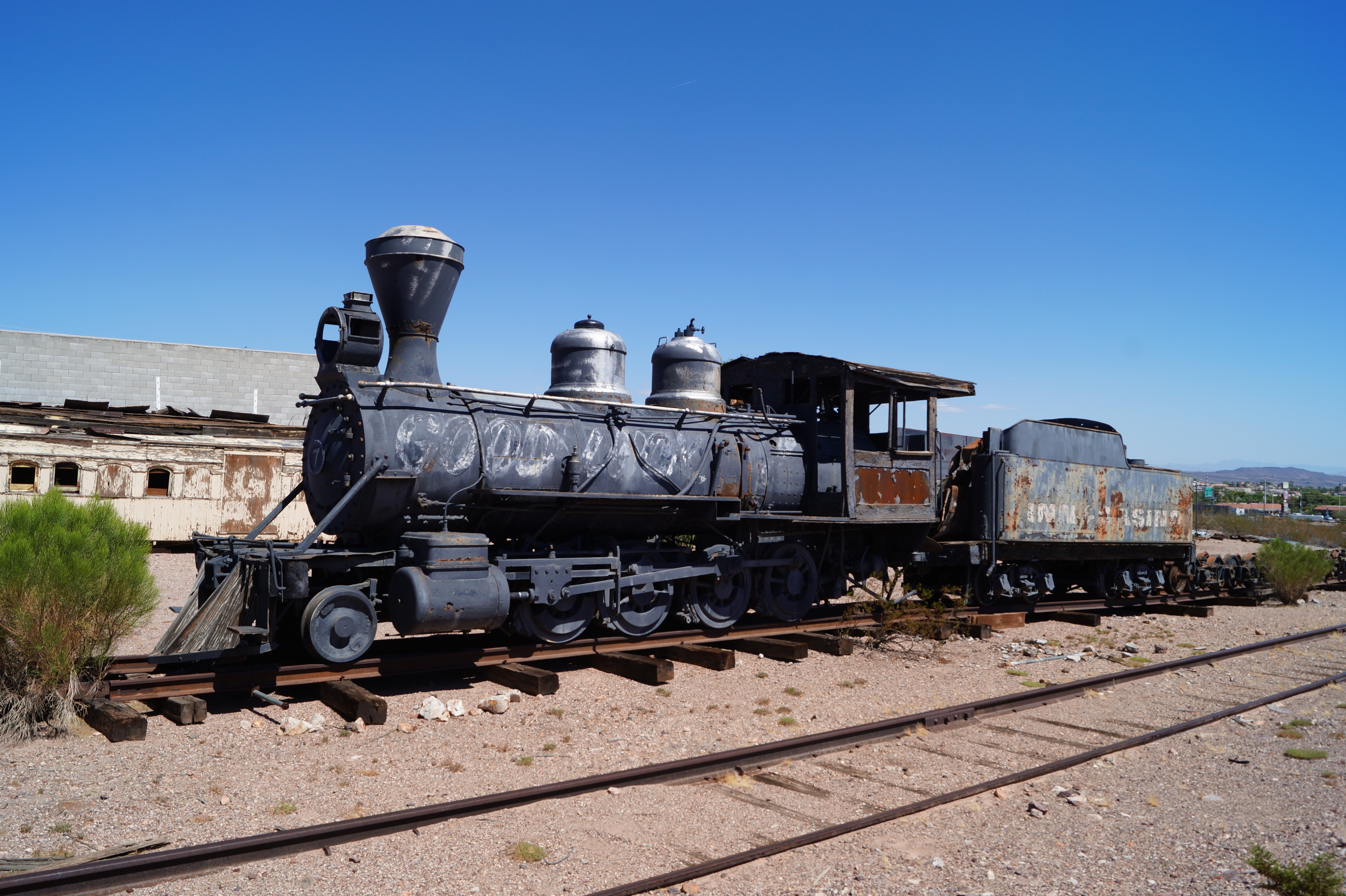
Baldwin-Schmalspur-Dampflokomotive der E&PRR

Die Baldwin-Schmalspurdampflokomotive der Eureka & Palisade Railroad (E&PRR) war ein statisches Ausstellungsstück in einem Casino in Nevada. Auf ihrer linken Seite ist daher der Slogan „Good Luck! Inn & Casino“ aufmalt. Sie wurde dem Nevada Southern Railroad Museum übergeben, als ihr äußerer Eindruck bereits durch die Witterungsverhältnisse in Mitleidenschaft gezogen worden war. Überraschenderweise ist der Kessel aber in einem guten Zustand, so dass an eine Restaurierung in einen betriebsfähigen Zustand gedacht werden kann.

## Schmalspur-Wagen, 914 mm (3 Fuß)

### Replik eines Schmalspur-Personen- und Gepäckwagens,Elsa.

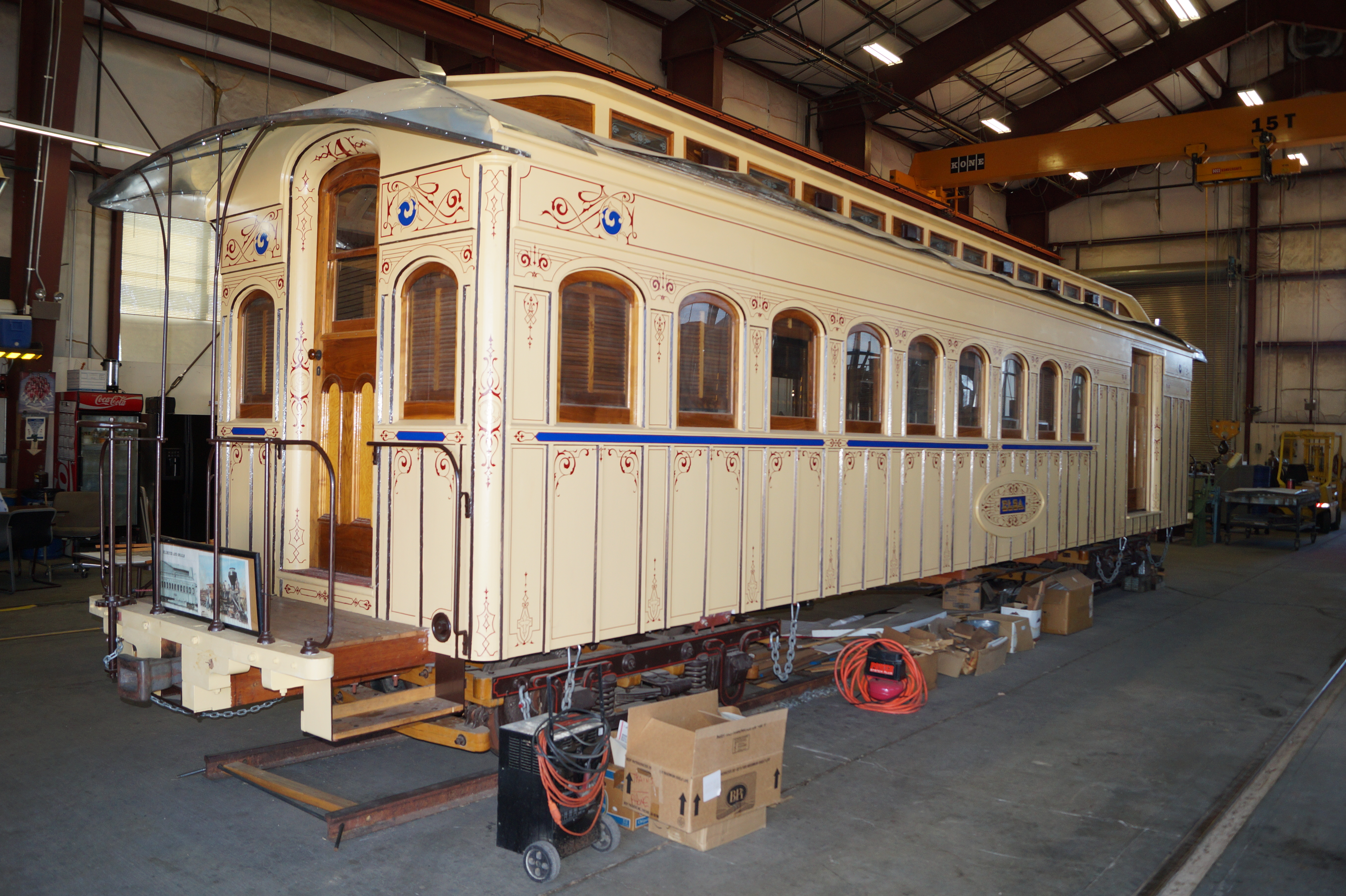
Replik eines Schmalspur-Personen- und Gepäckwagens, Elsa.

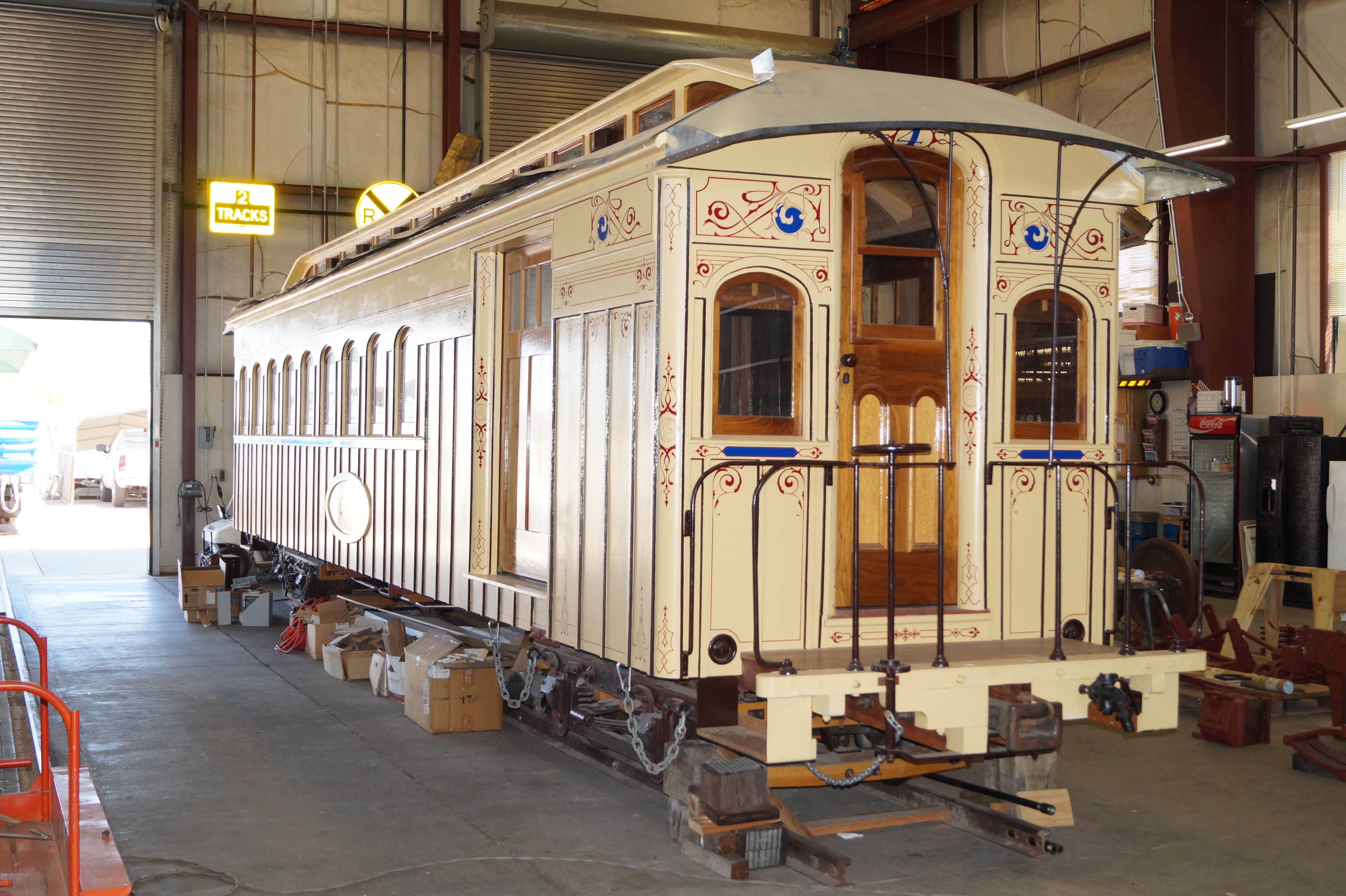
Replik eines Schmalspur-Personen- und Gepäckwagens, Elsa.

Die Replik eines Schmalspur-Personen- und Gepäckwagens wird von Dan Markoff gebaut, der für die Restauration der 4-4-0 Eureka-Schmalspurdamflokomotive Nr. 4 of der Eureka and Palisade Railroad bekannt ist. Nach deren Restaurierung widmete er sich 1991 der Erstellung einer Replika eines Flachwagens und dann ab 1994 der Herstellung dieses Schmalspur-Personen- und Gepäckwagens. Mit Ausnahme der Räder ist der Wagen von Grund auf neu gebaut. Nach 23 Jahren soll er an einem Dienstag in Betrieb genommen werden, aber es ist noch nicht klar, an welchem.

### Replik eines Schmalspur-Flachwagens

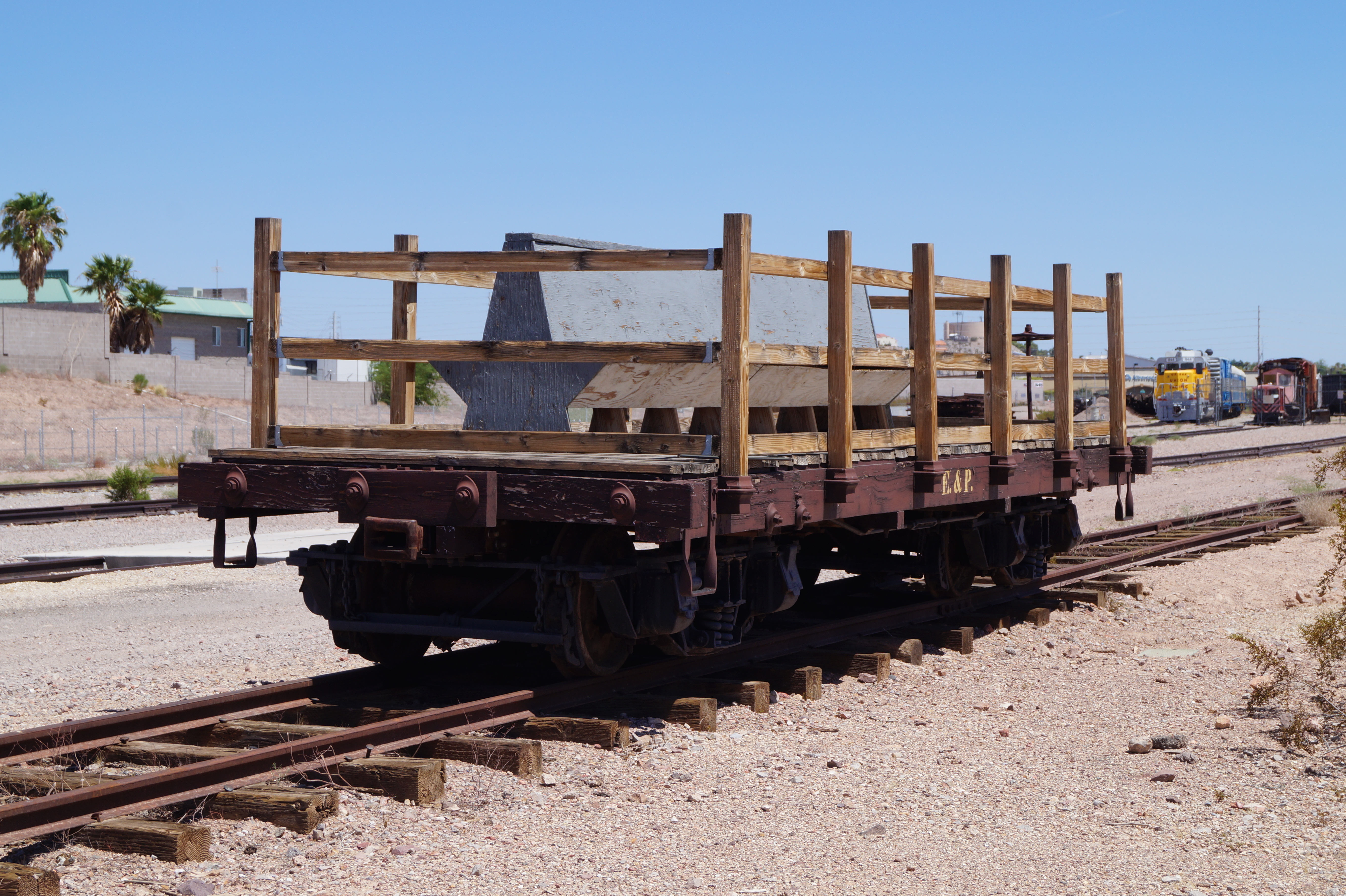
Schmalspur-Flachwagen

Die Replik eines Schmalspur-Flachwagens wurde von Dan Markoff gebaut, um Fahrgäste zu transportieren, wenn er seine Eureka-Schmalspur-Dampflokomotive in Boulder City vorführt.

### Hölzerne Wagenkästen von zwei Schmalspur-Personenwagen (1876)

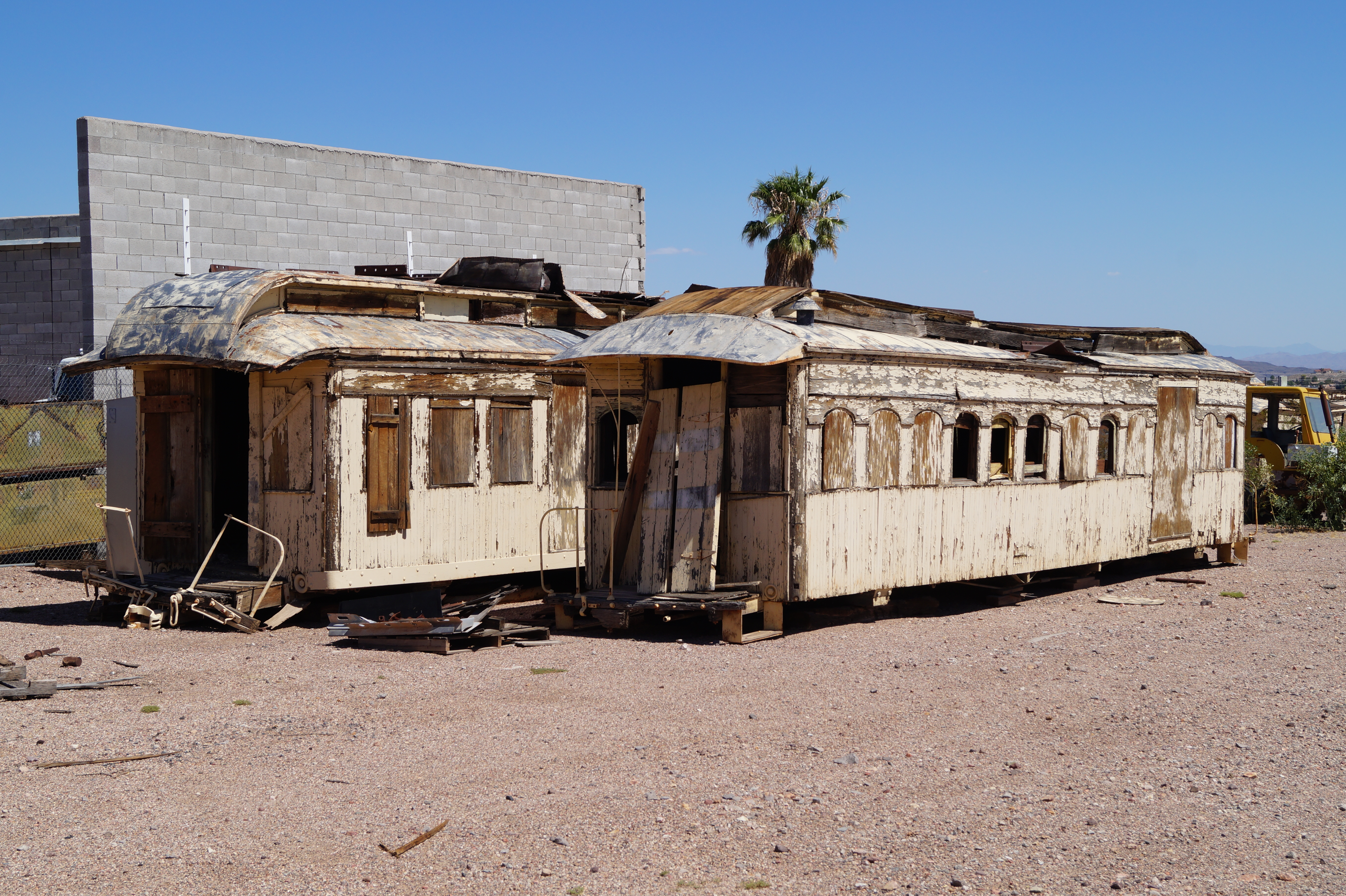
Hölzerne Wagenkästen von zwei Schmalspur-Personenwagen

Die hölzernen Wagenkästen von zwei Schmalspur-Personenwagen der Eureka & Palisade Railroad wurden früher vor einem Spielcasino in Nevada ausgestellt und werden zurzeit am oberen Ende des Gleisdreiecks auf dem Gelände des Nevada Southern Railroad Museum gelagert. Einer davon ist das Vorbild für Dan Markoff’s Replik des Schmalspur-Personen- und Gepäckwagens von 1876. Es ist geplant, das Innere der Wagen vom Taubenkot zu befreien und sie durch zusätzliche Bretter zu versteifen. Langfristig sollen sie in einem geplanten Museumsneubau auf dem gleichen Gleis wie die Replik ausgestellt werden.

## Weitere Ausstellungsstücke
| Beschreibung          | Foto | Spurweite | Bemerkungen |
| --------------------- | ---- | --------- | --- |
| Draisine              |      | 1435 mm   | Draisine mit der Besucher zum Lagerplatz am oberen Ende des Gleisdreieck gebracht werden können                                              |
| Draisine              |      | 1435 mm   | Draisine |
| Ford F 250 Custom     |      | 1435 mm   | Ford-F-250-Custom-Zweiwegefahrzeug |
| Soft Top Open Air Car |      | 1435 mm   | Sommer-Ausflugswagen |
| Schotter-Verteiler    |      | 1435 mm   | Schotter-Verteiler von 1844 |
| Hölzerner Balkonwagen |      | 1435 mm   | hölzerner Personenwagen mit Balkon an einem Ende                                                                                             |
| Stahl-Caboose WP 449  |      | 1435 mm   | Stahl-Caboose der Union Pacific. Sie wurde äußerst lieblos mit gelber Farbe bemalt, nachdem sie von der Union Pacific übernommen worden war. |
| Kran                  |      | 1435 mm   | alter Kran |
| Bauwagen              |      | 1435 mm   | alter Bauwagen |
| Bauwagen              |      | 1435 mm   | alte Bauwagen |
| gelber Güterwagen     |      | 1435 mm   | gelber Güterwagen |
| Nobleman              |      | 1435 mm   | eingemotteter Personenwagen der Red Carpet Line von 1844                                                                                     |

## 7½-Zoll-Gartenbahn

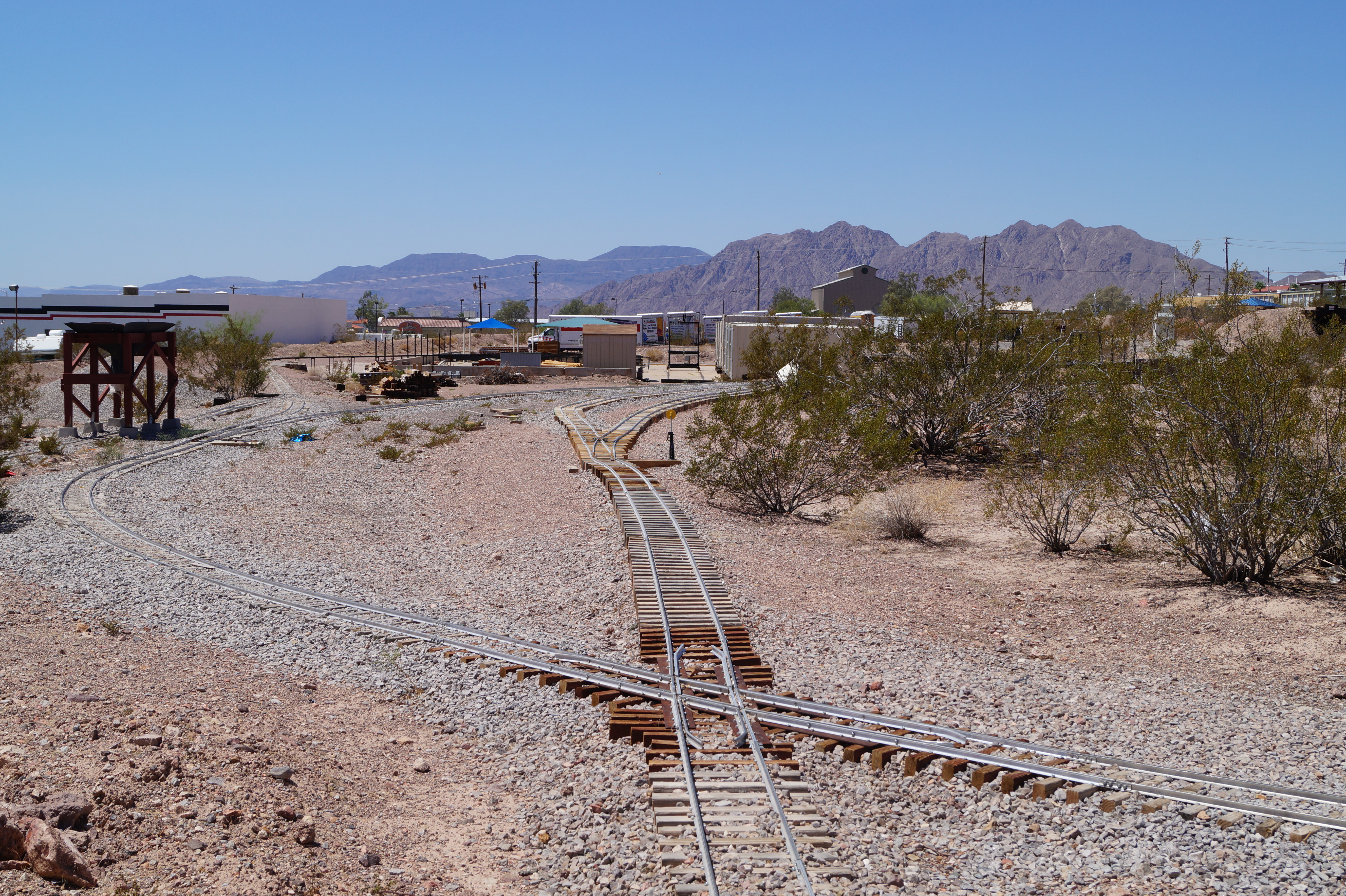
7½-Zoll-Gartenbahn

Die 160 Volontäre des Museums betreiben auf dem Gelände eine Gartenbahn mit einer Spurweite von 7½ Zoll (190,5 mm). Am zweiten und vierten Samstag jeden Monats, unter Ausnahme der extrem heißen Sommermonate Juli und August, bieten sie Rundfahrten auf den ausgedehnten Gleisen an. Die Züge sind im Maßstab 1:8 gehalten und bieten Kindern und Erwachsenen ausreichenden Platz. Der Gleisplan wird ständig erweitert.